# 2010年の音楽
2010年の音楽（2010ねんのおんがく）では、2010年の音楽分野に関する動向をまとめる。
2009年の音楽-2010年の音楽-2011年の音楽

## 詳細

### 1月
- 15日 - 3月21日に阪神甲子園球場で開幕の第82回選抜高等学校野球大会の開会式入場行進曲が、Superflyの「My Best Of My Life」に決定した。
- 19日 - この日発表された1月25日付オリコンシングルチャートにて、水樹奈々「PHANTOM MINDS」が初登場1位を獲得。声優のシングルでは初めて1位獲得となった。水樹はアルバム・シングルの両方で1位獲得となった。
- 29日 - 清春が2009年1月29日をもって解散した黒夢と2003年以降活動休止していたSADSの始動を発表。SADSは同年5月1日に日本武道館で7年ぶりのライブ「GOTHIC CIRCUS」を行った。

### 2月
- 08日 - 元ZONEの舞衣子率いる6人組バンドMARIAが、4月3日の赤坂BLITZでのライブを最後に解散することが判明した。ドラムス担当のTATTSUが前年春から胸郭出口症候群を発症しており、医師からドラム演奏を控えるほかないと診断されていることや、4月で所属レコード会社との契約が切れることもあり、4年にわたる活動に終止符を打つことになった[1]。参照#解散
- 10日 - ヒップホップ歌手のYOU THE ROCK★が、大麻取締法違反容疑で神奈川県警川崎署に現行犯逮捕された[2]。
- 13日 - 男性2人組ユニットのSURFACEが恵比寿リキッドルームで行ったファンクラブ限定ライブで解散を発表した。6月13日に東京国際フォーラムにて解散ライブを行われた[3]。
- 20日 - アイドルグループ、メロン記念日が10周年で解散を発表。
- 24日 - 第24回日本ゴールドディスク大賞の授賞式が行われ、嵐が「アーティスト・オブ・ザ・イヤー」邦楽部門など10部門を受賞。「アーティスト・オブ・ザ・イヤー」洋楽部門はザ・ビートルズ、「ニュー・アーティスト・オブ・ザ・イヤー」邦楽部門はHilcrhyme、洋楽部門はレディー・ガガ、特別賞にAKB48などが選ばれた。

### 3月
- 01日 - 男性4人組ユニットのFLAMEが解散を発表[4][5]。
- 09日 - 男性バンド、JAYWALKのボーカリスト中村耕一が、覚醒剤取締法違反で警視庁に現行犯逮捕された。中村の逮捕を受け、所属レコード会社のワーナーミュージック・ジャパンが契約解除の方針[6]。
- 17日 - 演歌歌手の二葉百合子が引退を発表。
- 23日 - 3月29日付オリコンシングルチャートで坂本冬美の「また君に恋してる/アジアの海賊」が9位となり21年ぶりにTOP10入りした[7]。
- 24日 - EXILEが所属しリーダーHIROが社長を務めるLDHが、東京国税局から2年間で3億円の申告漏れを指摘。
- 28日 - フリーペーパー「Lily」（グラウンディングラボ刊）主催の「lady littlegirl audition」最終選考が行われ、ダンサーの繁森由梨佳がグランプリに輝いた。今後は歌手デビューを目指す[8]。
- 31日 - ウェルシティ東京閉館。3月29日の松山千春が閉館前最終公演となった。

### 4月
- 03日 - 東方神起が活動休止へ。所属事務所のエイベックスが発表[9]。
- 06日 - 男女3人グループD-LOOPのボーカリスト、MINAMIが1月7日に死亡していたことがわかった。リーダーの葉山拓亮が公式サイトで明かした[10]。
- 14日、21日 - ロックバンド・BUMP OF CHICKENが2週連続でシングル（「HAPPY」、「魔法の料理 〜君から君へ〜」）を発売し、オリコンチャートでは2週連続で初登場1位を獲得した。同一アーティストの異なる作品による2週連続1位獲得は2005年のORANGE RANGE（「ラヴ・パレード」→「お願い!セニョリータ」）以来約5年ぶりとなった。
- 27日 - 徳永英明がアルバム『VOCALIST 4』でオリコン週間アルバムチャート初登場1位を獲得。1980年代から2010年代までの4つの西暦10年代連続でアルバム首位を獲得し、男性アーティストによる4年代連続のアルバム首位獲得としてはオリコン史上初となった（女性アーティストを含めると、1970年代から2000年代までの4年代連続でアルバム首位を獲得した松任谷由実以来、2組目となる）。

### 5月
- 04日
  - オリコンシングルチャートにて、テレビアニメ『けいおん!!』のキャラクターによるバンド「放課後ティータイム」によるオープニングテーマ「GO! GO! MANIAC」が初登場1位を獲得。アニメのキャラクター名義でのシングルでは初めて1位を獲得した。さらにエンディングテーマ「Listen!!」も2位に入り、アニメのキャラクター名義としては初となるシングルチャート1位・2位独占も達成した。
  - 『ミュージック・デイ2010』各地で開催[11]
- 18日
  - オリコンアルバムチャートにて徳永英明の『VOCALIST 4』が4週連続1位を記録。同チャートでの4週連続1位は安室奈美恵の『BEST FICTION』（6週連続）以来、約1年9か月ぶりの記録となった。
  - オリコンアルバムチャートにてスガシカオの『FUNKASTiC』が初登場2位となり、デビュー作から連続13作連続TOP10入りを達成、尾崎豊の12作連続を抜き歴代1位の記録となった。
- 20日 - 吉田拓郎がデビュー40周年を迎える。
- 25日、27日、29日 - 第55回ユーロビジョン・ソング・コンテストがノルウェー・バールムのテレノール・アリーナで開催、ドイツ代表が優勝した。

### 6月
- 09日 - GLAYがフォーライフミュージックエンタテイメントにプライベートレーベル「loversoul music&associates」を設立し移籍。
- 12日 - 中野サンプラザでavexアイドルオーディション2010最終審査が行われ、12名が選抜されて女性アイドルグループ『SUPER☆GiRLS』の結成がBeeTVでも発表された[12]。SUPER☆GiRLSは12月にメジャーデビュー。
- 19日、20日 - 赤西仁「友&仁」ロサンゼルス公演。なお赤西はKAT-TUNのアジアツアー「KAT-TUN LIVE TOUR 2010 PART1:ARENA TOUR」や「KAT-TUN LIVE TOUR 2010 PART2:WORLD BIG TOUR」には参加しない。
- 25日 - 大塚愛とRIP SLYME・SUが結婚。
- 30日 - 1980年に芸能界を引退した元歌手・山口百恵の引退30周年を記念し、山口が『夜のヒットスタジオ』（フジテレビジョン系、1968年 - 1990年放送）に出演した当時の映像をまとめたDVD-BOXが発売された[13]。

### 7月
- 16日 - 玉置浩二が4度目の結婚。相手はタレントの青田典子。
- 22日
  - 赤西仁、KAT-TUN脱退を表明。赤西は当面アメリカを拠点にソロ活動するものとの見解。
  - iTunesヴォーカルチャートにてストファイHジェネ祭り'09東北エリア代表の日食なつこのアルバム『LAGOON』が、日本人のインディーズとしては2010年7月21日付で初の1位に[14]。
- 28日 - 桑田佳祐が初期の食道癌を患っていることを公表。これに伴い、10月に予定されていたアルバムの発売を延期するとともに、年末の全国ツアーを全公演キャンセルすることとなった[15]。
- 31日 - 3月にデビュー10周年を迎えた愛内里菜がこの日、自身のオフィシャルサイトにて歌手活動引退を表明。持病の甲状腺等が原因。9月15日にラストアルバムを発売し、同月下旬に最後のライブを行った[16][17][18]。

### 8月
- 07・8日 - 品川プリンスホテルにて「TOKYO IDOL FESTIVAL 2010 @Shinagawa」開催[19]。
- 09日 - 宇多田ヒカルが、自身の公式サイトにて音楽活動の無期限休止を発表した[20][21]。
- 19日
  - X JAPANのYOSHIKIの所属事務所が、1998年5月に死去したhideの肖像権をめぐり使用料20億円を請求されていたことが、報道各社に向けたコメントでわかった。
  - また、この日はX JAPAN初の北米ツアーの日程も発表された。ロサンゼルスほか7都市7公演を予定[22]。
- 20日
  - THE ALFEEの高見沢俊彦が、ソロ活動の名義を「Takamiy」（たかみー）に変更することがわかった。8月下旬にはコンサートツアーを開始、8月25日にソロアルバム、9月15日に新曲を発売予定[23]。
  - KREVAが急性腰痛症のため出演予定だったスピッツ主催のライブイベント「ロックのほそ道」（Zepp Sendai）の出演をキャンセルした[24][25]。
- 22日 - 東京・渋谷の大型CDショップ、HMV渋谷が閉店。約20年の歴史に幕を下ろす。営業最終日には感謝の意を込めた10時間超のインストアライブ等を開催[26]。なお、HMVはこの年だけですでに7店舗が閉店している[27]。
- 25日 - 大黒摩季が全国ツアーの終了する10月より音楽活動を休止することを発表した。以前から発症していた子宮疾患が悪化したため[28]。
- 30・31日 - 渋谷C.C.Lemonホール（渋谷公会堂）で「アイドルユニットサマーフェスティバル2010」を開催[29]。

### 9月
- 03日 - DJ Hello Kittyが、イベント『HOUSE NATION Fiesta』（新木場ageHa）でDJデビュー。なお、DJ Hello Kittyはコンピレーション・アルバム「HOUSE NATION-Complete Best」にも参加[30]。
- 24日 - 絢香が夫で俳優の水嶋ヒロが研音を退社したことをきっかけに、自身も前年末をもって同社を退社していたことを明らかにする。同時に自身の楽曲管理会社を設立、ワーナーミュージック・ジャパンとの契約が3月に終了したことも判明。
- 30日 - ジョン・レノンの愛用品が展示されたジョン・レノン・ミュージアム（埼玉県さいたま市中央区）がこの日で閉館。全国から閉館を惜しむレノンファンが訪れた[31]。

### 10月
- 10日 - 日本で演歌歌手の北島三郎が、1月にリリースした「夫婦一生」が10万枚の売り上げを記録し、9月度のゴールドディスクに認定。74歳6日で史上最年長のゴールド・ディスク記録の保持者となった[32]。
- 14、15日 - 歌手の安室奈美恵が、開催中の全国ツアー「namie amuro PAST＜FUTURE tour 2010」東京公演（東京国際フォーラムホールA）を声帯炎のため中止。同公演は12月1・7日にそれぞれ延期[33]。なお、同ツアーは19日の大阪公演（大阪国際会議場）より再開[34]。
- 20日 - 5人組バンド、HYがライブツアー4公演の延期を発表。ボーカルの新里英之がインフルエンザ発症のため[35]。
- 22日（未明） - 歌手の中島美嘉が、両側耳管開放症という耳の病気により、30日から予定されていた10周年記念ライブ「10th Anniversary SPEACIAL LIVE “FANS & BEST”」4公演（大阪城ホール、東京・日本武道館）の中止を発表。22日夜に生出演予定だった『MUSIC STATION』（テレビ朝日）など、以後予定していたプロモーション活動も中止し、治療に専念する[36][37]。
- 23日 - 少年隊の東山紀之が女優の木村佳乃と結婚。
- 25日（現地） -  アメリカ合衆国の経済誌｢フォーブス｣が発表した、過去1年間に最も稼いだ死去した有名人のランキングを発表、2009年6月に死去したポップシンガー、マイケル・ジャクソンが1位に輝いた。また音楽界では他にエルヴィス・プレスリー（歌手、1977年没）、5位にジョン・レノン（元ビートルズ、1980年没）などがランクインしている[38]。
- 28日 - 歌手の中森明菜が、体調不良を理由に当面の芸能活動の休止を公式サイトで発表[39]。
- 30日 -  イタリアで行われた、若手音楽家の登竜門の一つ、第12回ブレシア国際バイオリンコンクールにおいて、ウィーン在住の日本人男性が優勝。日本人としては初の快挙である。なお、主催団体が11月4日に明らかにした[40]。

### 11月
- 1日 - 日本でAKB48の最新シングル「Beginner」が8日付シングルチャートで初登場1位が確定し、5作連続初登場1位に。発売1週目の売り上げは21世紀に入ってからは最高となる約82万7000枚を記録[41]。
- 9日 - いきものがかりの最新ベストアルバム『いきものばかり〜メンバーズBESTセレクション〜』が初週売上45万7000枚を記録し、9日付のオリコンアルバムチャート初登場1位を獲得。女性ボーカルアーティストのアルバムでは年間最高となった[42]。
- 10日
  - 日本でAKB48の最新シングル「Beginner」の出荷数が100万枚に達した。100万枚達成は2007年の秋川雅史「千の風になって」以来3年2か月ぶりの快挙[43]。
  - いきものがかりが2011年1月から半年活動休止と報道されたが[44]、所属するエピックレコードジャパンの関係者が否定し、2011年以降も活動を継続することを明らかにしている[45]。リーダーの水野も同日自身のTwitterで活動休止を否定した。
- 16日 - AKB48とSKE48が、 中国・マカオで2グループ混合チームによる初の海外公演「AKB48 SKE48 LIVE in ASIA」を行った[46]。
- 24日
  - SDN48が日韓同時メジャーデビュー[47]。
  - KARAが日本初となるオリジナルアルバム『Girls Talk』をリリース[48]。
  - 大晦日に行われる第61回NHK紅白歌合戦の出場歌手が発表された。初出場は西野カナら5組で、最多は白組が北島三郎の47回、紅組が和田アキ子の34回。そう出場歌手数は前年より6組減の44組[49]。
  - 佐良直美が27年ぶりとなるシングル「いのちの木陰」を発表し、現役歌手復帰を果たす[50]。
- 30日 - 矢井田瞳が2011年2月に約3年半ぶりとなる新曲で活動再開することがわかった[51]。

### 12月
- 1日 - レコチョクが2010年の年間ランキングを発表。着うたフル部門で、西野カナの「会いたくて 会いたくて」が年間1位に輝いた。西野は自身初の年間1位で、アーティストランキングでも着うた、着うたフル両部門で上半期、年間と2冠達成[52]。
- 2日 - 第53回グラミー賞のノミネート作品が発表され、最優秀ポップ・インストゥルメンタル・アルバム部門で、B'zの松本孝弘がラリー・カールトンと共演したアルバム『TAKE YOUR PICK』がノミネートされたことがわかった。授賞式は2011年2月14日（日本時間）に行われる[53]。
- 4日 - 男女デュオ、コーヒーカラーの女性メンバーで、ピアノ、コーラス担当のTESHIが年内で脱退することがオフィシャルサイト内で発表された[54]。
- 9日 - USEN年間ランキングがこの日発表され、J-POP総合では中島美嘉の「一番綺麗な私を」、J-POPリクエストではSA.RI.NAの「シングルマザー」、洋楽ではIyaz[55] の「リプレイ」、演歌では田川寿美の「北の港駅」がそれぞれ年間1位となった[56]。
- 10日 - いきものがかりが11月に発売したベストアルバム『いきものばかり〜メンバーズBESTセレクション〜』が出荷枚数120万枚を突破、日本レコード協会からミリオンセラー認定を受けた[57]。
- 13日 - 文化庁が2010年の長官表彰に、演歌歌手の八代亜紀ほかを選出[58]。
- 15日 - アイドルグループ、モーニング娘。の6期メンバー亀井絵里と8期メンバーで中国人留学生のジュンジュン、リンリンの3人がこの日行われた横浜アリーナでの全国ツアー最終公演をもって、同グループならびにハロー!プロジェクトから卒業。同グループからの3人同時卒業は1998年のデビュー以来初。
- 17日 - アメリカ・ボストン日本協会が、国際交流に貢献した人物に贈る重光賞に、指揮者の小澤征爾を選出[59]。
- 19日 - オリコンの年間ランキングが発表され、シングルはAKB48の「Beginner」「ヘビーローテーション」がそれぞれ1、2位を独占。AKB48はその他2曲がランクインし、また嵐がこの年発売の6曲すべてをランクインした。これでトップ10はAKB48と嵐の2組で独占する形となった[60]。また、アルバムでは嵐の『僕の見ている風景』が年間1位に。なお、嵐は2年連続1位で、アーティスト別総合売り上げでも年間171億円を記録。2年連続1位は1974年と1975年の井上陽水以来35年ぶりの快挙[61]。さらに映像作品ではB'zの『B'z LIVE-GYM 2010 "Ain't No Magic" at TOKYO DOME』が音楽BDランキングで売り上げ枚数、金額ともに1位となったほか、アーティスト別の売り上げ金額でも1位を記録。B'zの映像作品における1位は2003年の「a BEAUTHIFUL REEL.」以来7年ぶり[62]。
- 25日 - ビジュアル系ロックバンド、Plastic Treeが28・29日に予定していた東京・JCBホールでのライブの中止を発表。ボーカルの有村竜太朗が難病のギラン・バレー症候群を発症、入院治療中のため[63]。
- 28日
  - 7月に食道癌を公表し療養中だった桑田佳祐が、大晦日の第61回NHK紅白歌合戦にスペシャルゲストとして出演し活動再開することが明らかになった。
  - 山下達郎が1983年に発表したシングル「クリスマス・イブ」がこの日発表されたオリコンシングルランキング（2011年1月3日付）にて98位に入り、1987年から25年連続トップ100入りを記録した[64]。
- 30日 - 第52回日本レコード大賞にEXILEの「I Wish For You」を選出、EXILEの受賞は3年連続で同賞の3年連続受賞は2001〜2003年の浜崎あゆみ以来史上2組目となる。

## 洋楽シングル
- カイリー・ミノーグ - 「オール・ザ・ラヴァーズ」
- ケイティ・ペリー - 「ファイアーワーク」
- ケイティ・ペリー フィーチャリング スヌープ・ドッグ - 「カリフォルニア・ガールズ」
- テイク・ザット - 「ザ・フラッド」
- ブルーノ・マーズ - 「ジャスト・ザ・ウェイ・ユー・アー」
- マクフライ - 「パーティー・ガール」
- リアーナ - 「オンリー・ガール (イン・ザ・ワールド)」
- レディー・ガガ&ビヨンセ - 「テレフォン」

## 洋楽アルバム
- エミネム『リカヴァリー』
- オアシス『タイム・フライズ…1994-2009』
- カイリー・ミノーグ『アフロディーテ』
- ケイティ・ペリー『ティーンエイジ・ドリーム』
- テイク・ザット『プログレス』
- マクフライ『アバヴ・ザ・ノイズ〜未知なる世界へ〜』
- ローリング・ストーンズ『メイン・ストリートのならず者』

## ジャズ
- スティーヴ・コールマン - Harvesting Semblances And Affinities
- Jose James - Blackmagic
- Jose James - For All We Know
- Jason Moran - Ten
- Bill Carrothers - Joy Spring

## クラシック
- Jack Cooper - The Chamber Wind Music of Jack Cooper
- Jackie Evancho - O Holy Night
- Jon Lord - To Notice Such Things
- Frederik Magle - Like a Flame
- Maksim Mrvica - Appassionata
- Les Prêtres - Spiritus Dei

## 日本のシングル
集計会社 オリコン
- TOP10の売り上げは、2003年以来7年ぶりに全作50万枚を超えた。また全体的な売り上げも復調しており[65]、2008年以来2年ぶりに年間100位の売り上げが7万枚を超えた。
- 前年の『RIVER』以降売り上げ的にブレイクしたAKB48が年間1位、2位を独占（前年は嵐、3位まで）。1988年の光GENJI（3作）、1989年のプリンセス・プリンセス（2作）が、2年連続で異なるアーティストによって年間シングルチャートを独占しており、この時と同じ現象である（ただし、嵐は2008年も1・2位独占）。加えて、姉妹ユニットであるSKE48も41位にチャートイン。
  - 年間1位のAKB48は年内にはミリオンには届かなかったものの（翌2011年1月にミリオン達成）、90万枚を超えるセールスを記録。これは2007年の「千の風になって」以来3年ぶり。
  - 女性ボーカルのグループによる年間1位は1995年のDREAMS COME TRUE以来15年ぶり、女性アイドルグループによる年間1位は1984年のわらべ以来26年ぶり。女性アイドルグループによる年間1・2位独占は1978年のピンク・レディー以来32年ぶり2組目の快挙である。
  - また前年まで2年連続で上位を独占した嵐も引き続き高セールスを残しており、AKB48に次ぐ年間3位にチャートインしているほか、この年発売したシングル6作すべてが年間TOP10入りした。年間チャートへの6作チャートインはシングル・アルバム通じて史上最多（自己記録更新）。
  - 年間TOP10はAKB48と嵐の2組のみで独占されており、1989年の5組を下回り史上最少。CD不況が叫ばれる中、一部のアーティストのみが極端に売れているという深刻な状況が浮き彫りとなった。
- 年間1位は逃したものの引き続きジャニーズ事務所所属歌手による作品は軒並み好調で、TOP50中に計21作チャートイン。2008年以来2年ぶりに20作を超え過去最多となった。
- TOP30のうち所謂"アイドル"でないアーティストは坂本冬美、EXILE、氷川きよしの3組のみ。中でもCMソングとして「また君に恋してる」（発売は前年1月）をロングヒットさせた坂本冬美は1989年以来21年ぶり2度目の年間TOP50入りとなり、演歌というジャンルであるにも拘わらず、着うたダウンロードランキングで週間1位に輝くなど幅広い年代に親しまれた。
- アイドル勢が犇くチャート内で福山雅治はこの年発売した2作ともにチャートインさせる活躍を見せた。
- この年活動休止を発表した東方神起が2作チャートインし、同グループからのソロデビューしたジュンスもTOP50入り。その他少女時代が1作（TOP100に広げると2作）、KARAも年間TOP100入りするなどK-POP勢の活躍も目立った。
- テレビアニメ『けいおん!!』発のキャラクターシングルが3作チャートイン。キャラクターシングルが年間TOP50入りするのは2年連続で、通算3作チャートインは史上最多である（昨年の2作は何れも『けいおん!』関連作品）。

### 年間TOP50
※オリコン 集計期間:2009年12月28日付 - 2010年12月20日付
- 01位 AKB48：「Beginner」
- 02位 AKB48：「ヘビーローテーション」
- 03位 嵐：「Troublemaker」
- 04位 嵐：「Monster」
- 05位 AKB48：「ポニーテールとシュシュ」
- 06位 嵐：「果てない空」
- 07位 嵐：「Løve Rainbow」
- 08位 AKB48：「チャンスの順番」
- 09位 嵐：「Dear Snow」
- 10位 嵐：「To be free」
- 11位 KAT-TUN：「Love yourself 〜君が嫌いな君が好き〜」
- 12位 AKB48：「桜の栞」
- 13位 SMAP：「This is love」
- 14位 坂本冬美：「また君に恋してる/アジアの海賊」
- 15位 関ジャニ∞：「LIFE〜目の前の向こうへ〜」
- 16位 東方神起：「BREAK OUT!」
- 17位 KAT-TUN：「Going!」
- 18位 関ジャニ∞：「Wonderful World!!」
- 19位 福山雅治：「はつ恋」
- 20位 KAT-TUN：「CHANGE UR WORLD」
- 21位 Hey! Say! JUMP：「瞳のスクリーン」
- 22位 福山雅治：「蛍/少年」
- 23位 EXILE：「I Wish For You」
- 24位 氷川きよし：「三味線旅がらす」
- 25位 NEWS：「さくらガール」
- 26位 東方神起：「時ヲ止メテ」
- 27位 EXILE：「もっと強く」
- 28位 XIAH junsu：「XIAH」
- 29位 山下智久：「One in a million」
- 30位 怪物くん（怪物太郎）：「ユカイツーカイ怪物くん」
- 31位 KinKi Kids：「Family 〜ひとつになること」
- 32位 NEWS：「Fighting Man」
- 33位 いきものがかり：「ありがとう」
- 34位 はんにゃ, フルーツポンチ：「Onaraはずかしくないよ/ピラメキたいそう」
- 35位 氷川きよし：「虹色のバイヨン」
- 36位 BUMP OF CHICKEN：「HAPPY」
- 37位 BUMP OF CHICKEN：「魔法の料理 〜君から君へ〜」
- 38位 Lia/多田葵：「My Soul,Your Beats!/Brave Song」
- 39位 放課後ティータイム [平沢唯・秋山澪・田井中律・琴吹紬・中野梓（CV:豊崎愛生・日笠陽子・佐藤聡美・寿美菜子・竹達彩奈）]：「GO! GO! MANIAC」
- 40位 桑田佳祐：「本当は怖い愛とロマンス」
- 41位 SKE48：「1!2!3!4! ヨロシク!」
- 42位 コブクロ：「流星」
- 43位 関ジャニ∞：「GIFT 〜緑〜」
- 44位 関ジャニ∞：「GIFT 〜白〜」
- 45位 稲葉浩志：「Okay」
- 46位 関ジャニ∞：「GIFT 〜赤〜」
- 47位 放課後ティータイム [平沢唯・秋山澪・田井中律・琴吹紬・中野梓（CV:豊崎愛生、日笠陽子、佐藤聡美、寿美菜子、竹達彩奈）]：「NO,Thank You!」
- 48位  チームドラゴン from AKB48：「心の羽根」
- 49位 少女時代：「Gee」
- 50位 放課後ティータイム [平沢唯・秋山澪・田井中律・琴吹紬・中野梓（CV:豊崎愛生、日笠陽子、佐藤聡美、寿美菜子、竹達彩奈）]：「Listen!!」

### インディーズシングル年間10
- 1位 VAMPS「DEVIL SIDE」
- 2位 VAMPS「ANGEL TRIP」
- 3位 ゴールデンボンバー「また君に番号を聞けなかった」
- 4位 AK-69「PUBLIC ENEMY」
- 5位 ムック「約束」
- 6位 世界の終わり「天使と悪魔/ファンタジー」
- 7位 access「Higher Than Dark Sky」
- 8位 SEEDA「WISDOM feat.ILL-BOSSTINO,EMI MARIA」
- 9位 CNBLUE「I don’t know why」
- 10位 かりゆし58「雨のち晴れ」

### Billboard Japan 年間TOP10
※Billboard JAPAN 集計期間: 2009年12月 - 2010年11月

- 1位 嵐：「Troublemaker」
- 2位 嵐：「Monster」
- 3位 AKB48：「ヘビーローテーション」
- 4位 嵐：「Løve Rainbow」
- 5位 嵐：「Dear Snow」
- 6位 嵐：「果てない空」
- 7位 EXILE：「VICTORY」
- 8位 SMAP：「This is love」
- 9位 嵐：「To be free」
- 10位 桑田佳祐：「本当は怖い愛とロマンス」

### ゴールドディスク認定
| 作品名                                                 | 認定       |
| ミリオン                                               | ミリオン   |
| ------------------------------------------------------ | ---------- |
| AKB48「Beginner」                                      | 2010年10月 |
| トリプル・プラチナ                                     |            |
| AKB48「ヘビーローテーション」                          | 2010年10月 |
| AKB48「チャンスの順番」                                | 2010年12月 |
| AKB48「ポニーテールとシュシュ」                        | 2011年2月  |
| ダブル・プラチナ                                       |            |
| 嵐「Dear Snow」                                        | 2010年10月 |
| 嵐「果てない空」                                       | 2010年11月 |
| プラチナ                                               |            |
| KAT-TUN「CHANGE UR WORLD」                             | 2010年11月 |
| いきものがかり「ありがとう」                           | 2012年7月  |
| コブクロ「流星」                                       | 2012年9月  |
| ゴールド                                               |            |
| NYC「よく遊びよく学べ」                                | 2010年10月 |
| 少女時代「Gee」                                        | 2010年10月 |
| BUMP OF CHICKEN「宇宙飛行士への手紙/モーターサイクル」 | 2010年10月 |
| FUNKY MONKEY BABYS「あとひとつ」                       | 2010年10月 |
| SKE48「1!2!3!4! ヨロシク!」                            | 2010年11月 |
| 倖田來未「好きで、好きで、好きで。/あなただけが」      | 2010年11月 |
| 西野カナ「君って」                                     | 2010年11月 |
| NEWS「Fighting Man」                                   | 2010年11月 |
| Perfume「ねぇ」                                        | 2010年11月 |
| YUI「Rain」                                            | 2010年11月 |
| 五木ひろし「おしろい花」                               | 2010年12月 |
| KinKi Kids「Family 〜ひとつになること」                | 2010年12月 |
| 三代目 J Soul Brothers「Best Friend's Girl」           | 2010年12月 |
| JUJU「この夜を止めてよ」                               | 2010年12月 |
| 遊助「ひと」                                           | 2010年12月 |
| KARA「ミスター」                                       | 2010年12月 |
| KARA「ジャンピン」                                     | 2010年12月 |
| 植村花菜「トイレの神様」                               | 2011年1月  |
| Hey! Say! JUMP「「ありがとう」〜世界のどこにいても〜」 | 2011年1月  |
| Girls Dead Monster「Crow Song」                        | 2011年11月 |

## 日本のアルバム
アルバムミリオンセラーは1作。年間ミリオンセラーアルバムが3作を割ったのは、1989年以来21年ぶり。アルバム全体の売上件数は引き続き低下。ほぼ初動のみで累計売り上げを占めるアイドル系統の作品が多くチャートインしており、2年連続で50位の売り上げが20万枚を割った。
嵐が2年連続の年間1位を獲得。年間アルバムチャート2年連続1位は松任谷由実、DREAMS COME TRUE、宇多田ヒカルに続き史上4組目で、アイドルグループでは史上初となる。前年1位のベストアルバム『All the BEST! 1999-2009』も19位にランクインした。いきものがかりのベストアルバムがヒット。シングルで最高の売上を記録した「ありがとう」が20万枚に満たない（2010年12月時点）にも拘わらず、90万枚を超える売上を記録した（翌年1月に100万枚を突破）。また、前年12月発売のオリジナルアルバム『ハジマリノウタ』も8位にランクインした（集計上の売り上げはすべて2010年分扱い）。
前年に引き続き西野カナのアルバムがヒット。年間シングルTOP50にはチャートインしていないものの、累計売上は60万枚を超えこの年の女性ソロ最大のヒット作となった。AKB48のベスト・アルバムが12位にチャートイン。本格的なブレイク前に発売された作品ではあることを踏まえても、上位を独占したシングルとは対照的な売り上げとなった。
楽曲のみならず、そのファッションまでもが注目されたレディー・ガガが洋楽最大のヒット。リミックスアルバムも含め2作チャートイン。ベストアルバムはTOP20中9作で、史上最多ではないものの前年の6作を大きく上回った。
EXILEはこの年アルバムのリリースが無かったが、シングルとして発売した「FANTASY」が収録曲数の関係上アルバムとして11位にランクイン。前年12月に発売したアルバム『愛すべき未来へ』も16位にランクインした。Mr.Childrenは12月発売と集計上不利であったが5位にランクインし、前年に続いて2年連続でTOP10入り。
シングルの売上が好調であった福山雅治のベストアルバムもTOP10入りを果たす。福山のアルバム作品がTOP10したのは実に10年ぶりである。
この年ロングヒットとなった「また君に恋してる」をタイトルに冠した坂本冬美のカバーアルバムが年間TOP30入り。なおシングル同様『けいおん!!』発のキャラクターアルバムが年間TOP50入り。声優のアルバムが年間TOP50入りするのは史上初。

### 年間TOP50
※オリコン 集計期間:2009年12月28日付 - 2010年12月20日付
- 01位 嵐：『僕の見ている風景』
- 02位 いきものがかり：『いきものばかり〜メンバーズBESTセレクション〜』
- 03位 西野カナ：『to LOVE』
- 04位 FUNKY MONKEY BABYS：『ファンキーモンキーベイビーズBEST』
- 05位 Mr.Children：『SENSE』
- 06位 安室奈美恵：『PAST < FUTURE』
- 07位 東方神起：『BEST SELECTION 2010』
- 08位 いきものがかり：『ハジマリノウタ』
- 09位 福山雅治：『THE BEST BANG!!』
- 10位 木村カエラ：『5years』
- 11位 EXILE：『FANTASY』
- 12位 AKB48：『神曲たち』
- 13位 JUJU：『Request』
- 14位 レディー・ガガ：『ザ・モンスター』
- 15位 德永英明：『VOCALIST 4』
- 16位 EXILE：『愛すべき未来へ』
- 17位 コブクロ：『ALL COVERS BEST』
- 18位 倖田來未：『BEST〜third universe〜 & 8th AL "UNIVERSE"』
- 19位 嵐：『All the BEST! 1999-2009』
- 20位 宇多田ヒカル：『Utada Hikaru SINGLE COLLECTION VOL.2』
- 21位 浜崎あゆみ：『Rock'n'Roll Circus』
- 22位 YUI：『HOLIDAYS IN THE SUN』
- 23位 Superfly：『Wildflower & Cover Songs:Complete Best 'TRACK 3'』
- 24位 遊助：『あの・・こんなんできましたケド。』
- 25位 SMAP：『We are SMAP!』
- 26位 加藤ミリヤ：『HEAVEN』
- 27位 関ジャニ∞：『8UPPERS』
- 28位 Various Artists：『ONE PIECE MEMORIAL BEST』
- 29位 坂本冬美：『Love Songs 〜また君に恋してる〜』
- 30位 Hilcrhyme：『リサイタル』
- 31位 aiko：『BABY』
- 32位 RIP SLYME：『GOOD TIMES』
- 33位 Hey! Say! JUMP：『JUMP NO.1』
- 34位 NEWS：『LIVE』
- 35位 KAT-TUN：『NO MORE PAIИ』
- 36位 放課後ティータイム [平沢唯・秋山澪・田井中律・琴吹紬・中野梓（CV:豊崎愛生・日笠陽子・佐藤聡美・寿美菜子・竹達彩奈）]：『放課後ティータイムII』
- 37位 GReeeeN：『いままでのA面、B面ですと!?』
- 38位 稲葉浩志：『Hadou』
- 39位 オアシス：『タイム・フライズ…1994-2009』
- 40位 東京事変：『スポーツ』
- 41位 レディー・ガガ：『ザ・リミックス』
- 42位 JUNSU/JEJUNG/YUCHUN：『The...』
- 43位 Every Little Thing：『Every Best Single 〜COMPLETE〜』
- 44位 中島美嘉：『STAR』
- 45位 KARA：『ガールズトーク』
- 46位 YUKI：『うれしくって抱きあうよ』
- 47位 flumpool：『What's flumpool!?』
- 48位 堂本光一：『BPM』
- 49位 スピッツ：『とげまる』
- 50位 リンキン・パーク：『ア・サウザンド・サンズ』

### インディーズアルバム年間10
- 1位 HY「Whistle」
- 2位 矢沢永吉「TWIST」
- 3位 Def Tech「Mind Shift」
- 4位 VAMPS「BEAST」
- 5位 相対性理論「シンクロニシティーン」
- 6位 Ken Yokoyama「Four」
- 7位 世界の終わり「EARTH」
- 8位 50TA「50TA」
- 9位 かりゆし58「めんそーれ、かりゆし」
- 10位 DJ FUMI★YEAH!「R&B IN THE HOUSE -ELECTRO WAVE- mixed by DJ FUMI★YEAH!」

### ゴールドディスク認定
| 作品名                                                                                   | 認定       |
| ミリオン                                                                                 | ミリオン   |
| ---------------------------------------------------------------------------------------- | ---------- |
| いきものがかり「いきものばかり〜メンバーズBESTセレクション〜」                           | 2010年11月 |
| トリプル・プラチナ                                                                       |            |
| FUNKY MONKEY BABYS「ファンキーモンキーベイビーズBEST」                                   | 2010年11月 |
| 福山雅治「THE BEST BANG!!」                                                              | 2010年12月 |
| Mr.Children「SENSE」                                                                     | 2010年12月 |
| ダブル・プラチナ                                                                         |            |
| JUJU「Request」                                                                          | 2010年10月 |
| 宇多田ヒカル「Utada Hikaru SINGLE COLLECTION VOL.2」                                     | 2010年11月 |
| AKB48「神曲たち」                                                                        | 2010年12月 |
| KARA「ガールズトーク」                                                                   | 2011年11月 |
| プラチナ                                                                                 |            |
| EXILE「I Wish For You」（アルバム扱い）                                                  | 2010年10月 |
| 関ジャニ∞「8UPPERS」                                                                     | 2010年10月 |
| 浜崎あゆみ「Love songs」                                                                 | 2010年12月 |
| BUMP OF CHICKEN「COSMONAUT」                                                             | 2010年12月 |
| レディー・ガガ「ザ・リミックス」                                                         | 2011年3月  |
| KARA「KARA BEST 2007-2010」                                                              | 2011年11月 |
| 放課後ティータイム「放課後ティータイムII」                                               | 2012年1月  |
| ONE OK ROCK「Nicheシンドローム」                                                         | 2016年6月  |
| ゴールド                                                                                 |            |
| GLAY「GLAY」                                                                             | 2010年10月 |
| 倖田來未「ETERNITY〜Love & Songs〜」                                                     | 2010年10月 |
| スピッツ「とげまる」                                                                     | 2010年10月 |
| 中島美嘉「STAR」                                                                         | 2010年10月 |
| シャリース「シャリース」                                                                 | 2010年10月 |
| ジャスティン・ビーバー「マイ・ワールズ」                                                 | 2010年10月 |
| ニーヨ「リブラ・スケール」                                                               | 2010年10月 |
| DJ KAORI「DJ KAORI'S INMIX VI」                                                          | 2010年11月 |
| ボン・ジョヴィ「グレイテスト・ヒッツ」                                                   | 2010年11月 |
| 綾小路きみまろ「綾小路きみまろ 爆笑スーパーライブ第0集!すべてはここから始まった」        | 2010年12月 |
| Sound Horizon「Marchen」                                                                 | 2010年12月 |
| DJ KAORI「DJ KAORI'S JMIX IV」                                                           | 2010年12月 |
| Hilcrhyme「MESSAGE」                                                                     | 2010年12月 |
| ザ・ビートルズ「ザ・ビートルズ1962年〜1966年（赤盤・デジタルリマスター）」               | 2010年12月 |
| ザ・ビートルズ「ザ・ビートルズ1967年〜1970年（青盤・デジタルリマスター）」               | 2010年12月 |
| 少女時代「Hoot」                                                                         | 2010年12月 |
| テイラー・スウィフト「スピーク・ナウ」                                                   | 2010年12月 |
| マイケル・ジャクソン「MICHAEL」                                                          | 2010年12月 |
| 綾小路きみまろ「綾小路きみまろ 爆笑スーパーライブ第4集!〜拝啓 中高年＆予備軍の皆様へ〜」 | 2011年3月  |
| マルーン5「ハンズ・オール・オーヴァー」                                                  | 2011年4月  |
| リアーナ「ラウド」                                                                       | 2011年4月  |
| エミネム「リカヴァリー」                                                                 | 2011年5月  |
| MINMI「MOTHER」                                                                          | 2011年10月 |
| INFINITY16「INFINITY16 BEST」                                                            | 2011年11月 |
| ケイティ・ペリー「ティーンエイジ・ドリーム」                                             | 2011年12月 |
| Various Artists「EXIT TUNES PRESENTS Vocalogenesis feat.初音ミク」                       | 2012年3月  |
| Various Artists「EXIT TUNES PRESENTS Vocaloanthems feat.初音ミク」                       | 2012年3月  |
| 浜田省吾「The Best of Shogo Hamada vol.3 The Last Weekend」                              | 2013年7月  |
| Various Artists「歌姫 〜BEST女性ヴォーカリスト〜」                                       | 2022年6月  |

## 日本の音楽配信
- 集計 日本レコード協会

着うたフルは前年に比べやや減少（売上137百万件、前年比-4%） したものの、PC配信（売上44百万件、前年比+5%、スマートフォン含む単品売上）と併せたフル配信市場は3年連続で1億8千万件程度と安定軌道に乗り、ほぼ90年代最盛期のシングルCDの売上件数をそのまま同等の規模にて引継ぐ形となった。
- 結果として、本年発表分で下記16作のフル配信ミリオンが達成された。（下記計数には翌年以降の売上も一部含まれる）
  - AKB48　「ヘビーローテーション」（着うたフル100万DL、PC配信50万DL）
  - KARA　「ミスター」（着うたフル75万DL、PC配信50万DL）
  - いきものがかり「ありがとう」（着うたフル100万DL、PC配信10万DL）
  - 植村花菜　「トイレの神様」（着うたフル75万DL、PC配信25万DL）
  - 少女時代　「Gee」（着うたフル75万DL、PC配信25万DL）
  - EXILE　「もっと強く」（着うたフル75万DL、PC配信25万DL）
  - EXILE　「I Wish For You」　※フル合算100万DL
  - 西野カナ「会いたくて 会いたくて」（着うたフル100万DL、PC配信10万DL）
  - 西野カナ「if」　※フル合算100万DL
  - 西野カナ「君って」　※フル合算100万DL
  - 西野カナ「Best Friend」　※フル合算100万DL
  - AKB48「Beginner」　※フル合算100万DL
  - AKB48「ポニーテールとシュシュ」　※フル合算100万DL
  - コブクロ「流星」　※フル合算100万DL
  - JUJU「この夜を止めてよ」　※フル合算100万DL
  - KARA「ジャンピン」 ※フル合算100万DL
- 着うたフルの年間1位は西野カナ「会いたくて 会いたくて」であった[68]。
- PC配信の年間1位はiTunes Storeでは「Butterfly」（木村カエラ）[69] で、moraでは「ありがとう」（いきものがかり）であった[70]。なお、「Butterfly」はPC配信50万DLを超える大ヒットであるが、配信限定シングルのためオリコンシングルチャートには全く登場しない。

### 音楽配信ゴールド認定シングル
| 作品名                                                                          | 認定月                           |
| ミリオン (1,000,000ダウンロード)                                                | ミリオン (1,000,000ダウンロード) |
| ------------------------------------------------------------------------------- | -------------------------------- |
| 木村カエラ「Ring a Ding Dong」                                                  | 2010年6月                        |
| 西野カナ「会いたくて 会いたくて」                                               | 2010年8月                        |
| AKB48 「ヘビーローテーション」                                                  | 2011年12月                       |
| いきものがかり「ありがとう」                                                    | 2012年12月                       |
| 植村花菜「トイレの神様」                                                        | 2014年1月                        |
| EXILE「もっと強く」                                                             | 2014年1月                        |
| AKB48「ポニーテールとシュシュ」                                                 | 2014年1月                        |
| AKB48「Beginner」                                                               | 2014年1月                        |
| コブクロ「流星」                                                                | 2014年1月                        |
| 少女時代「Gee」                                                                 | 2014年1月                        |
| JUJU「この夜を止めてよ」                                                        | 2014年1月                        |
| 西野カナ「if」                                                                  | 2014年1月                        |
| 西野カナ「君って」                                                              | 2014年1月                        |
| 西野カナ「Best Friend」                                                         | 2014年1月                        |
| KARA「ジャンピン」                                                              | 2014年11月                       |
| EXILE「I Wish For You」                                                         | 2015年8月                        |
| トリプル・プラチナ (750,000ダウンロード)                                        |                                  |
| 西野カナ「会いたくて 会いたくて」                                               | 2010年5月                        |
| Sonar Pocket「好きだよ。〜100回の後悔〜」                                       | 2012年10月                       |
| Hilcrhyme「大丈夫」                                                             | 2014年1月                        |
| 斉藤和義「ずっと好きだった」                                                    | 2014年2月                        |
| TEE「ベイビー・アイラブユー」                                                   | 2014年2月                        |
| ナオト・インティライミ「タカラモノ 〜この声がなくなるまで〜」                   | 2014年2月                        |
| Superfly「タマシイレボリューション」                                            | 2017年8月                        |
| ダブル・プラチナ (500,000ダウンロード)                                          |                                  |
| 清水翔太×加藤ミリヤ「FOREVER LOVE」                                             | 2010年6月                        |
| 久保田利伸「LOVE RAIN 〜恋の雨〜」                                              | 2010年6月                        |
| 木村カエラ「A winter fairy is melting a snowman」                               | 2010年12月                       |
| JUJU「Hello, Again 〜昔からある場所〜」                                         | 2011年2月                        |
| KARA「ミスター」                                                                | 2012年2月                        |
| 倖田來未「好きで、好きで、好きで。」                                            | 2014年1月                        |
| moumoon「Sunshine Girl」                                                        | 2014年1月                        |
| lecca「TSUBOMI feat.九州男」                                                    | 2014年3月                        |
| Honey L Days「まなざし」                                                        | 2015年12月                       |
| ももいろクローバー「行くぜっ!怪盗少女」                                         | 2016年11月                       |
| プラチナ (250,000ダウンロード)                                                  |                                  |
| 中島美嘉「ALWAYS」                                                              | 2010年2月                        |
| FUNKY MONKEY BABYS「涙」                                                        | 2010年2月                        |
| Hilcrhyme「ルーズリーフ」                                                       | 2010年6月                        |
| 福山雅治「蛍」                                                                  | 2010年9月                        |
| 中島美嘉「一番綺麗な私を」                                                      | 2010年10月                       |
| 遊助「ライオン」                                                                | 2010年11月                       |
| The ROOTLESS「One day」                                                         | 2011年1月                        |
| あやまんJAPAN「ぽいぽいぽいぽぽいぽいぽぴー」                                   | 2011年6月                        |
| レディー・ガガ「ポーカー・フェイス（LLG VS GLG ラジオ・ミックス）」             | 2011年7月                        |
| 加藤ミリヤ「Last Love」                                                         | 2011年7月                        |
| 少女時代「GENIE」                                                               | 2012年3月                        |
| 放課後ティータイム「GO! GO! MANIAC」                                            | 2012年3月                        |
| 西野カナ「このままで」                                                          | 2012年5月                        |
| YUI「GLORIA」                                                                   | 2013年2月                        |
| EXILE「VICTORY」                                                                | 2014年1月                        |
| AKB48「桜の栞」                                                                 | 2014年1月                        |
| 大黒摩季「Anything Goes!」                                                      | 2014年1月                        |
| 北乃きい「サクラサク」                                                          | 2014年1月                        |
| 倖田來未「Lollipop」                                                            | 2014年1月                        |
| 倖田來未「あなただけが」                                                        | 2014年1月                        |
| 三代目 J Soul Brothers「Best Friend's Girl」                                    | 2014年1月                        |
| シド「レイン」                                                                  | 2014年1月                        |
| Superfly「Wildflower」                                                          | 2014年1月                        |
| DOES「バクチ・ダンサー」                                                        | 2014年1月                        |
| 西野カナ「LOVE IS BLIND」                                                       | 2014年1月                        |
| 放課後ティータイム「NO,Thank You!」                                             | 2014年1月                        |
| 放課後ティータイム「Utauyo!!MIRACLE」                                           | 2014年1月                        |
| miwa「don't cry anymore」                                                       | 2014年1月                        |
| YUI「Please Stay With Me」                                                      | 2014年1月                        |
| ケシャ「ティック・トック」                                                      | 2014年1月                        |
| KG「いとしすぎて duet with Tiara」                                              | 2014年2月                        |
| いきものがかり「キミがいる」                                                    | 2014年4月                        |
| 秦基博「アイ」                                                                  | 2014年5月                        |
| SCANDAL「瞬間センチメンタル」                                                   | 2016年1月                        |
| サカナクション「アルクアラウンド」                                              | 2017年10月                       |
| サカナクション「アイデンティティ」                                              | 2019年7月                        |
| ASIAN KUNG-FU GENERATION「ソラニン」                                            | 2019年7月                        |
| 千石撫子（花澤香菜）「恋愛サーキュレーション」                                  | 2020年5月                        |
| 放課後ティータイム「Listen!!」                                                  | 2023年3月                        |
| ゴールド (100,000ダウンロード)                                                  |                                  |
| サーターアンダギー「ヤンバルクイナが飛んだ」                                    | 2010年2月                        |
| 阿部真央「いつの日も」                                                          | 2010年3月                        |
| JUJU「桜雨」                                                                    | 2010年3月                        |
| mihimaru GT「Love Letter」                                                      | 2010年3月                        |
| 加藤ミリヤ「BYE BYE」                                                           | 2010年4月                        |
| ベッキー♪♯「好きだから」                                                        | 2010年4月                        |
| AI「FAKE feat. 安室奈美恵」                                                     | 2010年5月                        |
| INFINITY16「愛してる」                                                          | 2010年5月                        |
| 西野カナ「ONE WAY LOVE」                                                        | 2010年5月                        |
| 矢口真里とストローハット「風をさがして」                                        | 2010年5月                        |
| Love「わたしあうもの」                                                          | 2010年6月                        |
| MINMI「ハイビスカス」                                                           | 2010年7月                        |
| 加藤ミリヤ「X.O.X.O.」                                                          | 2010年8月                        |
| ゼブラクイーン「NAMIDA〜ココロアバイテ〜」                                      | 2010年8月                        |
| 遊助「ミツバチ」                                                                | 2010年8月                        |
| Perfume「575」                                                                  | 2010年9月                        |
| Perfume「VOICE」                                                                | 2010年9月                        |
| 浜崎あゆみ「MOON」                                                              | 2010年9月                        |
| AZU「YOU & I feat. LOVE LOVE LOVE」                                             | 2010年10月                       |
| いきものがかり「ノスタルジア」                                                  | 2010年10月                       |
| 黒木メイサ「LOL!」                                                              | 2010年10月                       |
| PENGIN「世界に一人のシンデレラ feat. U」                                        | 2010年10月                       |
| YUI「to Mother」                                                                | 2010年10月                       |
| RIP SLYME「SCAR」                                                               | 2010年10月                       |
| INFINITY16「真冬のオリオン」                                                    | 2010年12月                       |
| LGMonkees「Greatful Days feat. Noa」                                            | 2010年12月                       |
| コブクロ「風見鶏」                                                              | 2010年12月                       |
| JUJU「Trust In You」                                                            | 2010年12月                       |
| 平井堅「アイシテル」                                                            | 2010年12月                       |
| UVERworld「クオリア」                                                           | 2011年1月                        |
| 三代目 J Soul Brothers「On Your Mark〜ヒカリのキセキ〜」                        | 2011年1月                        |
| 林原めぐみ「集結の運命」                                                        | 2011年1月                        |
| ナオト・インティライミ「ありったけのLove Song」                                 | 2011年2月                        |
| 浜崎あゆみ「Virgin Road」                                                       | 2011年2月                        |
| 浜崎あゆみ「Love song」                                                         | 2011年2月                        |
| 宇多田ヒカル「Can't Wait 'Til Christmas」                                       | 2011年3月                        |
| 安室奈美恵「Get Myself Back」                                                   | 2011年4月                        |
| the GazettE「SHIVER」                                                           | 2011年5月                        |
| LGMonkees「Life feat. Noa」                                                     | 2011年6月                        |
| シド「乱舞のメロディ」                                                          | 2011年6月                        |
| FLOW「Sign」                                                                    | 2011年6月                        |
| T.M.Revolution「SWORD SUMMIT」                                                  | 2011年7月                        |
| miwa「chAngE」                                                                  | 2011年7月                        |
| AKB48「マジスカロックンロール」                                                 | 2011年8月                        |
| KG「どんなに離れても duet with AZU」                                            | 2011年8月                        |
| Juliet「アキラブ」                                                              | 2011年8月                        |
| ジャスティン・ビーバー「ベイビー feat.リュダクリス」                            | 2011年8月                        |
| Juliet「ハルラブ」                                                              | 2011年9月                        |
| DREAMS COME TRUE「何度でも」                                                    | 2011年9月                        |
| 宇多田ヒカル「Goodbye Happiness」                                               | 2011年11月                       |
| ケイティ・ペリー「カリフォルニア・ガールズ」                                    | 2011年11月                       |
| Sonar Pocket「あなたのうた」                                                    | 2011年12月                       |
| 放課後ティータイム「U&I」                                                       | 2011年12月                       |
| AKB48「チャンスの順番」                                                         | 2012年1月                        |
| CHEMISTRY「Period」                                                             | 2012年2月                        |
| オンナラブリー「Onaraはずかしくないよ」                                         | 2012年4月                        |
| アヴリル・ラヴィーン「アリス」                                                  | 2012年5月                        |
| エミネム「ラヴ・ザ・ウェイ・ユー・ライFEAT.リアーナ」                           | 2012年6月                        |
| RADWIMPS「マニフェスト」                                                        | 2012年7月                        |
| BIGBANG「Tell Me Goodbye」                                                      | 2012年9月                        |
| L'Arc〜en〜Ciel「BLESS」                                                        | 2012年10月                       |
| DREAMS COME TRUE「ねぇ」                                                        | 2013年1月                        |
| ClariS「irony」                                                                 | 2013年4月                        |
| 槇原敬之「遠く遠く」                                                            | 2013年5月                        |
| テイラー・スウィフト「マイン」                                                  | 2013年5月                        |
| Acid Black Cherry「Re:birth」                                                   | 2014年1月                        |
| Acid Black Cherry「1/3の純情な感情」                                            | 2014年1月                        |
| AZU「For You」                                                                  | 2014年1月                        |
| 安室奈美恵「Break It」                                                          | 2014年1月                        |
| LGYankees Presents DJ No.2「素直になれなくて… feat.Noa」                        | 2014年1月                        |
| AKB48「マジジョテッペンブルース」                                               | 2014年1月                        |
| AKB48「野菜シスターズ」                                                         | 2014年1月                        |
| 唐沢美帆「Way to Love」                                                         | 2014年1月                        |
| 九州男「Brand New Days」                                                        | 2014年1月                        |
| THEATRE BROOK「裏切りの夕焼け」                                                 | 2014年1月                        |
| 清水翔太「GOODBYE」                                                             | 2014年1月                        |
| Superfly「Eyes On Me」                                                          | 2014年1月                        |
| T.M.Revolution「Naked arms」                                                    | 2014年1月                        |
| 東方神起「BREAK OUT!」                                                          | 2014年1月                        |
| AAA「逢いたい理由」                                                             | 2014年1月                        |
| AAA「負けない心」                                                               | 2014年1月                        |
| 浜崎あゆみ「crossroad」                                                         | 2014年1月                        |
| 放課後ティータイム「ぴゅあぴゅあはーと」                                        | 2014年1月                        |
| 放課後ティータイム「ごはんはおかず」                                            | 2014年1月                        |
| 放課後ティータイム「天使にふれたよ!」                                           | 2014年1月                        |
| 水樹奈々「PHANTOM MINDS」                                                       | 2014年1月                        |
| miwa「オトシモノ」                                                              | 2014年1月                        |
| ももいろクローバー「ココ☆ナツ」                                                 | 2014年1月                        |
| 遊助「ひと」                                                                    | 2014年1月                        |
| ラッツ&スター「め組のひと」                                                     | 2014年1月                        |
| RIP SLYME「Tales」                                                              | 2014年1月                        |
| lecca「ちから」                                                                 | 2014年1月                        |
| Iyaz「リプレイ」                                                                | 2014年1月                        |
| アッシャー feat. ピットブル「DJ・ガット・アス・フォーリン・イン・ラヴ」         | 2014年1月                        |
| KARA「ルパン」                                                                  | 2014年1月                        |
| シャリース「ピラミッド（feat.アイヤズ）」                                       | 2014年1月                        |
| P!NK「フxxキン・パーフェクト（Explicit Version）」                              | 2014年1月                        |
| フロー・ライダー「クラブ・キャント・ハンドル・ミー（feat.デヴィット・ゲッタ）」 | 2014年1月                        |
| ブルーノ・マーズ「ジャスト・ザ・ウェイ・ユー・アー」                            | 2014年1月                        |
| ET-KING「最後の言葉 feat.h」                                                    | 2014年2月                        |
| Juliet「23:45」                                                                 | 2014年2月                        |
| ももいろクローバー「走れ!」                                                     | 2014年2月                        |
| マライア・キャリー「恋人たちのクリスマス（ニュー・ヴァージョン）」              | 2014年2月                        |
| 清水翔太「桜」                                                                  | 2014年5月                        |
| Juliet「もっと もっと キミを教えてよ」                                          | 2014年5月                        |
| UVERworld「GOLD」                                                               | 2014年6月                        |
| 高橋優「ほんとのきもち」                                                        | 2014年6月                        |
| フロー・ライダー「クラブ・キャント・ハンドル・ミー」                            | 2014年6月                        |
| ブルーノ・マーズ「マリー・ユー」                                                | 2014年6月                        |
| EXILE「24karats STAY GOLD」                                                     | 2014年7月                        |
| 西野カナ「love & smile」                                                        | 2014年8月                        |
| 加藤ミリヤ「Baby I See You feat. VERBAL (m-flo)」                               | 2015年3月                        |
| 山口百恵「さよならの向う側」                                                    | 2015年4月                        |
| 奥華子「初恋」                                                                  | 2015年8月                        |
| KG「また出逢えたなら...duet with HanaH」                                        | 2015年9月                        |
| Galileo Galilei「夏空」                                                         | 2015年10月                       |
| 大滝詠一「幸せな結末」                                                          | 2016年1月                        |
| SURFACE「さぁ」                                                                 | 2016年3月                        |
| フジファブリック「夜明けのBEAT」                                                | 2016年3月                        |
| マルーン5「ミザリー」                                                           | 2016年5月                        |
| スパンカーズ「セックス・オン・ザ・ビーチ」                                      | 2016年7月                        |
| ブラック・アイド・ピーズ「ザ・タイム（ダーティー・ビット）」                    | 2016年8月                        |
| 小林明子「恋におちて -Fall in love-」                                           | 2017年1月                        |
| 倖田來未「言えないよ」                                                          | 2017年2月                        |
| フジファブリック「若者のすべて」                                                | 2017年2月                        |
| ブルーノ・マーズ「ドゥー・ワップス&フーリガンズ」                               | 2017年3月                        |
| 山口百恵「秋桜」                                                                | 2017年7月                        |
| Superfly「Roll Over The Rainbow」                                               | 2017年8月                        |
| 山下達郎「希望という名の光」                                                    | 2018年1月                        |
| ケイティ・ペリー「ファイアーワーク」                                            | 2018年1月                        |
| alan「Over the clouds」                                                         | 2018年4月                        |
| ONE☆DRAFT「TRAIN」                                                              | 2018年4月                        |
| 山口百恵「いい日旅立ち」                                                        | 2018年5月                        |
| サンボマスター「できっこないを やらなくちゃ」                                   | 2018年7月                        |
| 倖田來未「め組のひと」                                                          | 2019年8月                        |
| 福山雅治「虹」                                                                  | 2019年11月                       |
| 羽川翼（堀江由衣）「sugar sweet nightmare」                                     | 2020年7月                        |
| supercell「さよならメモリーズ」                                                 | 2020年8月                        |
| JASMINE「DREAMIN'」                                                             | 2020年12月                       |
| globe「15YEARS -BEST HIT SELECTION-」                                           | 2021年7月                        |

### ストリーミング認定作品
| 作品名                                                    | 認定月                               |
| プラチナ (100,000,000ストリーミング)                      | プラチナ (100,000,000ストリーミング) |
| --------------------------------------------------------- | ------------------------------------ |
| 世界の終わり「虹色の戦争」                                | 2024年4月                            |
| ブルーノ・マーズ「ラナウェイ・ベイビー」                  | 2024年7月                            |
| ブルーノ・マーズ「ジャスト・ザ・ウェイ・ユー・アー」      | 2024年7月                            |
| 西野カナ「if」                                            | 2025年1月                            |
| ゴールド (50,000,000ストリーミング)                       |                                      |
| 嵐「Monster」                                             | 2023年4月                            |
| 西野カナ「会いたくて 会いたくて」                         | 2023年8月                            |
| TEE「ベイビー・アイラブユー」                             | 2023年9月                            |
| Mr.Children「365日」                                      | 2023年9月                            |
| ドン・オマール「ダンザ・クドゥーロ」                      | 2023年9月                            |
| 斉藤和義「ずっと好きだった」                              | 2023年11月                           |
| 西野カナ「Best Friend」                                   | 2024年3月                            |
| 西野カナ「このままで」                                    | 2024年4月                            |
| ASIAN KUNG-FU GENERATION「ソラニン」                      | 2024年5月                            |
| サカナクション「アイデンティティ」                        | 2024年6月                            |
| Superfly「タマシイレボリューション」                      | 2024年9月                            |
| ジャスティン・ビーバー「ベイビー (アルバム・バージョン)」 | 2024年10月                           |
| シルバー (30,000,000ストリーミング※旧基準)                |                                      |
| ブルーノ・マーズ「ザ・レイジー・ソング」                  | 2021年8月                            |
| ブルーノ・マーズ「マリー・ユー」                          | 2021年8月                            |

## 日本のDVD
- 1位 嵐「ARASHI Anniversary Tour 5×10」
- 2位 EXILE「EXILE LIVE TOUR 2010 FANTASY」
- 3位 嵐「5×10 All the BEST! CLIPS 1999-2009」
- 4位 KAT-TUN「KAT-TUN LIVE Break the Records」
- 5位 東方神起「TOHOSHINKI VIDEO CLIP COLLECTION -THE ONE-」
- 6位 SMAP「We are SMAP! 2010 CONCERT DVD」
- 7位 Mr.Children「Mr.Children DOME TOUR 2009 〜SUPERMARKET FANTASY〜 IN TOKYO DOME」
- 8位 Mr.Children「Mr.Children / Split The Difference」
- 9位 関ジャニ∞「COUNTDOWN LIVE 2009-2010 in 京セラドーム大阪」
- 10位 EXILE ATSUSHI「EXH SPECIAL EXILE ATSUSHI PREMIUM LIVE SOLO」
- 11位 JUNSU/JEJUNG/YUCHUN「THANKSGIVING LIVE IN DOME」
- 12位 AKB48「逃した魚たち〜シングル・ビデオコレクション〜」
- 13位 B'z「B'z LIVE-GYM 2010 "Ain't No Magic" at TOKYO DOME」
- 14位 KinKi Kids「KinKi Kids concert tour J」
- 15位 Hey! Say! JUMP「Hey! Say! 2010 TEN JUMP」
- 16位 マイケル・ジャクソン「ライヴ・イン・ブカレスト」
- 17位 浜崎あゆみ「ayumi hamasaki ARENA TOUR 2009 A 〜NEXT LEVEL〜」
- 18位 Perfume「Perfume Second Tour 2009『直角二等辺三角形TOUR』」
- 19位 嵐「ARASHI AROUND ASIA 2008 in TOKYO」
- 20位 少女時代「少女時代到来 〜来日記念盤〜 New Beginning of Girls' Generation」
- 21位 福山雅治「FUKUYAMA MASAHARU 20th ANNIVERSARY WE'RE BROS.TOUR 2009 道標」
- 22位 福山雅治「福山☆夏の大創業祭 稲佐山」
- 23位 絢香「MTV Unplugged ayaka」
- 24位 東方神起「2nd LIVE TOUR 2007 -Five in the Black-」
- 25位 東方神起「4th LIVE TOUR 2009 〜The Secret Code〜 FINAL in TOKYO DOME」
- 26位 東方神起「TOHOSHINKI History in JAPAN SPECIAL」
- 27位 倖田來未「KODA KUMI LIVE TOUR 2010 〜UNIVERSE〜」
- 28位 マイケル・ジャクソン「マイケル・ジャクソン VISION」
- 29位 東方神起「3rd LIVE TOUR 2008 -T-」
- 30位 JUNSU/JEJUNG/YUCHUN「3HREE VOICES」

Category:2010年のライブ・ビデオを参照

### ゴールドディスク認定
| 作品名                                                                     | 認定       |
| プラチナ                                                                   | プラチナ   |
| -------------------------------------------------------------------------- | ---------- |
| EXILE「EXILE LIVE TOUR 2010 FANTASY」                                      | 2010年12月 |
| ゴールド                                                                   |            |
| EXILE ATSUSHI「EXH SPECIAL EXILE ATSUSHI PREMIUM LIVE SOLO」               | 2010年11月 |
| Mr.Children「Mr.Children / Split The Difference」                          | 2010年11月 |
| 安室奈美恵「namie amuro PAST FUTURE tour 2010」                            | 2010年12月 |
| SMAP「We are SMAP! 2010 CONCERT DVD」                                      | 2010年12月 |
| NEWS「NEWS DOME PARTY 2010 LIVE! LIVE! LIVE! DVD!」                        | 2010年12月 |
| マイケル・ジャクソン「マイケル・ジャクソン VISION」                        | 2010年12月 |
| KAT-TUN「KAT-TUN -NO MORE PAIИ- WORLD TOUR 2010」                          | 2011年1月  |
| 少女時代「少女時代到来 〜来日記念盤〜 New Beginning of Girls' Generation」 | 2011年1月  |

## Billboard 年間TOP10
※Billboard 集計期間: 2009年12月5日 - 2010年11月27日

- 1位 ケシャ：「Tik Tok」
- 2位 レディ・アンテベラム：「Need You Now」
- 3位 トレイン：「Hey, Soul Sister」
- 4位 ケイティ・ペリー：「California Gurls」
- 5位 アッシャー featuring ウィル・アイ・アム：「OMG」
- 6位 B.o.B featuring ヘイリー・ウィリアムス：「Airplanes」
- 7位 エミネム featuring リアーナ：「Love the Way You Lie」
- 8位 レディー・ガガ：「バッド・ロマンス」
- 9位 タイオ・クルーズ：「Dynamite」
- 10位 タイオ・クルーズ featuring リュダクリス：「Break Your Heart」

## 各チャート
- オリコン
  - Template:オリコン週間シングルチャート第1位 2010年
  - Template:オリコン週間アルバムチャート第1位 2010年
  - Template:オリコン週間アニメシングルチャート第1位 2010年
  - Template:オリコン週間演歌・歌謡シングルチャート第1位 2010年
  - Template:オリコン週間DVD音楽チャート第1位 2010年
- Billboard JAPAN
  - Template:Billboard JAPANアニメ楽曲・チャート「Hot Animation」第1位 2010年
  - Template:Billboard JAPANシングル・チャート「Billboard JAPAN Hot 100」第1位 2010年
  - Template:Billboard JAPANアルバム・セールス・チャート「Billboard JAPAN Top Albums」第1位 2010年
  - Template:Billboard JAPANインディーズ・アルバム&シングル・セールス・チャート「Top Independent Albums and Singles」第1位 2010年
  - Template:Billboard JAPANクラシック・アルバム・セールス・チャート「Top Classical Albums」第1位 2010年
  - Template:Billboard JAPANジャズ・アルバム・セールス・チャート「Top Jazz Albums」第1位 2010年
  - Template:Billboard JAPAN洋楽サウンドトラック・アルバム・セールス・チャート「Top Overseas Soundtrack Albums」第1位 2010年
  - Template:Billboard JAPAN R35以上対象番組ラジオ・エアプレイ・チャート「Adult Contemporary Airplay」第1位 2010年
  - Template:Billboard JAPANシングル・セールス・チャート「Hot Singles Sales」第1位 2010年
  - Template:Billboard JAPANラジオ・エアプレイ・チャート「Hot Top Airplay」第1位 2010年
  - Template:Billboardシングル・チャート「Billboard Hot 100」第1位 2010年
  - Template:Billboardデジタル・シングル・チャート「Digital Songs」第1位 2010年
  - Template:Billboardアダルト・コンテンポラリー・チャート「Adult Contemporary」第1位 2010年
  - Template:Billboard R&B/ヒップホップ・シングル・チャート「R&B/Hip Hop Songs」第1位 2010年

## イベント
| 開催日                        | タイトル・備考                                                                                                 |
| ----------------------------- | --- |
| 01月10日                      | しりあがり寿presents 新春!(有)さるハゲロックフェスティバル2010（新宿LOFT）                                     |
| 01月21日-24日                 | 「リクエストアワーセットリストベスト100 2010」AKB48（SHIBUYA-AX）                                              |
| 01月24日                      | I LOVE SNOW presents DAI.EN.KAI〜SNOW WORLD Fes. vol.0〜（サッポロファクトリーホール）                         |
| 01月24日                      | いわきアリオスロックフェスティバル（いわき芸術文化交流館アリオス）                                             |
| 02月5日                       | ニコフェス'10（Shibuya eggman）                                                                                |
| 02月10日・11日・13日          | DIENOJI ROCK FESTIVAL 5（CLUB CITTA'）                                                                         |
| 03月02日                      | MOB LIVE vol.1（原宿VACANT）                                                                                   |
| 03月09日                      | ミクの日感謝祭（Zepp Tokyo）                                                                                   |
| 03月13日                      | Drumming High Vol.3（渋谷WOWB）                                                                                |
| 03月19日                      | SxSW2010（アメリカ合衆国オースティン）                                                                         |
| 03月20日 - 22日               | ロックの学園2010（旧神奈川県立三崎高等学校）                                                                   |
| 03月20日・21日 09月18日・19日 | GO!FES（幕張メッセ）                                                                                           |
| 03月20日・21日 ・27日・28日   | 闇鍋音楽祭2010（大阪Shangri-La / 東京Shibuya O-WEST）                                                          |
| 03月20日                      | WOWOW present 卒業のうた'10〜song for tomorrow〜（中野サンプラザ）                                             |
| 03月21日                      | 全国民放FM53局＆KDDI present MEET THE MUSIC LIVE with レミオロメン（ビルボードライブ東京）                     |
| 03月27日・28日                | 出発（たびだち）コンサート2010 in つま恋（ヤマハリゾートつま恋 エキジビションホール）                          |
| 04月02日 - 04日               | PUNKSPRING（ZEPP OSAKA、ZEPP NAGOYA / 幕張メッセ）                                                             |
| 04月03日・4日                 | SPRING LOVE〜春風〜 未来のためにできること（代々木公園周辺）                                                   |
| 04月04日                      | ウォッチング・ザ・スカイ '10（日比谷公園野外大音楽堂）                                                         |
| 04月09日                      | SCHOOL OF LOCK! presents LIVE OF ROOKIE!（CLUB QUATTRO）                                                       |
| 04月09日 / 11月24日           | Hello smile Live 2010（JCBホール）                                                                             |
| 04月10日                      | KAIKOO POPWAVE FESTIVAL'10（東京晴海客船ターミナル特設ステージ）                                               |
| 04月10日                      | Kidz Rec. presents Kidz Night 80kidz & Baroque W Release Party in Tokyo（WAREHOUSE702）                        |
| 04月11日・29日                | 渚音楽祭・春（お台場青海オープンコート / 舞洲スポーツアイランド A広場）                                        |
| 04月17日・18日                | Earth Day Tokyo 2010（代々木公園）                                                                             |
| 04月22日                      | TOKYO FM&JAPAN FM NETWORK present アースデー・コンサート2010（日本武道館）                                     |
| 04月24日                      | Rock'n' Roll Japan Festival（CLUB CITTA'）                                                                     |
| 04月24日                      | すごくおいしいうた発売記念ライブ（なんばHatch）                                                                |
| 04月29日、05月03日            | Springfields '10 （服部緑地野外音楽堂 / 日比谷野外音楽堂）                                                     |
| 05月01日・2日                 | ARABAKI ROCK FEST.10（エコキャンプみちのく）                                                                   |
| 5月2日                        | COMIN'KOBE 2010                                                                                                |
| 05月04日・5日                 | mammoth pow-wow2010（PICA富士西湖）                                                                            |
| 05月08日・9日                 | 神戸新開地音楽祭（湊川公園、新開地商店街周辺）                                                                 |
| 05月14日                      | THE WILD ROVER（新宿LOFT）                                                                                     |
| 05月15日・16日                | JAPAN JAM 2010（初回）（富士スピードウェイ）                                                                   |
| 05月15日・16日                | ANIMAX MUSIX-SPRING2010-（JCBホール）                                                                          |
| 05月15日・16日                | BEA presents F-X（海の中道海浜公園デイキャンプ場）                                                             |
| 05月18日                      | WORLD MUSIC AWARDS 2010（モンテカルロスポーティングクラブ）                                                    |
| 05月22日・23日                | THE GREENROOM FESTIVAL'10（横浜市赤レンガ地区野外特設会場）                                                    |
| 05月22日・23日                | Rock on the Rock'10（吉良町リンクス海岸）                                                                      |
| 05月22日・23日                | EARTH DAY CAMP Natural High!（山梨県道志村 道志の森キャンプ場）                                                |
| 05月22日・23日                | Girls Award 2010（代々木第一体育館）                                                                           |
| 05月22日                      | RUSH BALL☆R（泉大津PHOENIX）                                                                                   |
| 05月29日・30日                | ROCKS TOKYO（初回）（若洲公園）                                                                                |
| 05月29日                      | Sense of Wonder（笠間芸術の森公園）                                                                            |
| 05月29日                      | FM OSAKA開局40周年記念プレミアム〜 E∞Tracks Live（大阪城ホール）                                               |
| 06月05日                      | BIG BEACH FESTIVAL'10（千葉県幕張海浜公園）                                                                    |
| 06月05日                      | TAICOCLUB '10（長野県木祖村こだまの森）                                                                        |
| 06月05日・6日                 | 日本平大音楽祭頂 2010（日本平ホテル野外庭園）                                                                  |
| 06月12日                      | 梅田Shangri-La 5周年記念感謝祭 〜LIKE A ROLLING STONE〜（大阪城野外音楽堂）                                    |
| 06月12日 - 6月13日            | 森波2010 〜WOOD VIBRATION〜（宮城県登米市登米町森林公園）                                                      |
| 06月13日                      | 花の万博ライブ（大阪城ホール）                                                                                 |
| 06月25日 - 6月27日            | グラストンベリー・フェスティバル（Worthy Farm）                                                                |
| 06月26日                      | MIYAKO ISLAND ROCKFESTIVAL 2010（南西楽園宮古島リゾート敷地内特設会場）                                        |
| 07月01日                      | Venus-B Night 2010（渋谷duo MUSIC EXCHANGE）                                                                   |
| 7月3日                        | 見放題 2010 |
| 7月3日                        | 湘南音祭 Vol.4                                                                                                 |
| 07月8日 - 08月1日             | PMF パシフィック・ミュージック・フェスティバル（札幌コンサートホールKitara 他）                                |
| 07月10日・11日                | 京都大作戦2010〜今年も子供に戻りな祭〜（京都府立山城総合運動公園太陽が丘特設野外ステージ）                     |
| 07月11日                      | ROKKO SUN MUSIC 2010（六甲山カンツリーハウス特設会場）                                                         |
| 07月11日                      | 第8回Sound Air2010（いわみざわ公園）                                                                           |
| 07月11日〜08月29日            | SAPPORO CITY JAZZ 2010（大通公園2丁目、札幌芸術の森 等）                                                       |
| 07月17日                      | 気仙ロックフェスティバル'10                                                                                    |
| 07月17日                      | 夏びらきMUSIC FESTIVAL'10（所沢航空記念公園）                                                                  |
| 07月17日                      | AUDIO:Tokyo Electronic Music Festival（晴海客船ターミナル）                                                    |
| 07月17日                      | フジフジ富士Q（富士急ハイランド）                                                                              |
| 07月17日・18日                | JOIN ALIVE（初回）（いわみざわ公園野外音楽堂キタオン&北海道グリーンランド）                                    |
| 07月17日 - 07月19日           | ap bank fes2010                                                                                                |
| 07月17日 - 07月19日           | STARLIGHT REGGAE FESTA in 明宝（めいほう高原野外音楽堂ソノラシアター&めいほうスキー場）                        |
| 07月18日                      | LIVE STAND2010×DAM 歌ウマ選手権（幕張メッセ）                                                                  |
| 07月19日                      | LIVE STAND歌謡祭（幕張メッセ）                                                                                 |
| 07月21日                      | VENUS SUMMER FES 2010（渋谷O-EAST）                                                                            |
| 7月24日                       | OGA NAMAHAGE ROCK FESTIVAL vol.1                                                                               |
| 07月24日・7月25日             | TOKAI SUMMIT'10（ナガシマスパーランド）                                                                        |
| 07月24日・7月25日             | HIGHER GROUND 2010                                                                                             |
| 07月24日 - 08月01日           | 第2回中津江ミュージックキャンプ（大分県中津江ホール）                                                          |
| 07月25日                      | フォークジャンボリー2010 in IWAMIZAWA（いわみざわ公園野外音楽堂キタオン）                                      |
| 07月25日                      | FM802 MEET THE WORLD BEAT 2010（万博記念公園もみじ川芝生広場）                                                 |
| 07月31日                      | 最上ロックフェス Blue Sky a Go Go!2010                                                                         |
| 07月31日                      | 情熱大陸 SPECIAL LIVE SUMMER TIME BONANZA'10（万博記念公園もみじ川芝生広場）                                   |
| 07月30日 - 08月01日           | FUJI ROCK FESTIVAL '10（苗場スキー場）                                                                         |
| 07月30日 - 08月01日           | SETSTOCK'10（国営備北丘陵公園）                                                                                |
| 07月30日 - 08月01日           | FESTA de RAMA '10（せとだサンセットビーチ）                                                                    |
| 08月01日                      | 閃光ライオット2010 （東京ビッグサイト野外特設ステージ）                                                        |
| 08月01日                      | HOKKAIDO REGGAE FESTA 2010 EXPLOSION（いわみざわ公園野外音楽堂キタオン）                                       |
| 08月06日・7日                 | SUMMER SONIC 2010（千葉マリンスタジアム、幕張メッセ、舞洲サマーソニック大阪特設会場）                          |
| 08月06日・7日                 | ROCK IN JAPAN FESTIAL2010（国営ひたち海浜公園）                                                                |
| 08月06日・7日                 | UEDA JOINT 2010 -JAZZ-（長野県上田市 上田城跡公園）                                                            |
| 08月06日 - 08月08日           | ロラパルーザ（シカゴ・グランドパーク）                                                                         |
| 08月06日 - 08月08日           | TOKYO IDOL FESTIVAL 2010 @Shinagawa （品川ステラボール、よしもとプリンスシアター、品川プリンスホテル周辺施設） |
| 08月07日                      | ばんけいミュージックフェスティバル2010北海道フォーク・シーン2010（さっぽろばんけいスキー場）                   |
| 8月7日 - 29日                 | a-nation 2010                                                                                                  |
| 08月08日                      | WORLD HAPPINESS 2010（江東区夢の島陸上競技場）                                                                 |
| 8月10日・11日                 | ロックロックこんにちは! Ver.14 "ジューシー（十四）"                                                            |
| 08月11日                      | つるロックフェス2010（リビエラ逗子マリーナ）                                                                   |
| 08月12日・13日                | 逗子マリーナライブフェスティバル'10 （リビエラ逗子マリーナ）                                                   |
| 8月13日                       | Exciting Summer in WAJIKI 2010                                                                                 |
| 08月13日、08月14日            | RISING SUN ROCK FESTIAVL 2010 in EZO（北海道石狩湾新港樽川ふ頭横野外特設ステージ）                             |
| 08月13日、08月14日            | MTV ZUSHI FES 10 supported by RIVIERA（リビエラ逗子マリーナ）                                                  |
| 8月13日 - 28日                | TREASURE05X 2010                                                                                               |
| 08月13日 - 08月15日           | J-WAVE LIVE 2000+10（国立代々木競技場第一体育館）                                                              |
| 08月14日、08月15日            | AUGUSTA CAMP 2010（江東区夢の島陸上競技場）                                                                    |
| 08月19日、08月20日            | ロックのほそ道（Zepp Sendai）                                                                                  |
| 08月20日、08月21日            | 第31回中津江ミュージックフェスティバル（大分県中津江村栃原グラウンド）                                         |
| 08月21日、08月22日            | MONSTER baSH 2010（国営讃岐まんのう公園）                                                                      |
| 08月21日                      | 夏の魔物 AOMORI ROCK FESTIVAL（つがる市つがる地球村円形劇場）                                                  |
| 08月21日                      | 横浜レゲエ祭 2010-ZERO-（横浜赤レンガ倉庫）                                                                    |
| 08月21日                      | JACK IN THE BOX 2010 SUMMER                                                                                    |
| 8月22日                       | Sky Jamboree 2010 〜愛〜                                                                                       |
| 8月28日                       | 音楽と髭達 2010 -GENERATION-                                                                                   |
| 8月28日                       | WIRE10 |
| 08月28日、08月29日            | SPACE SHOWER SWEET LOVE SHOWER 2010 -15th ANNIVERSARY-（山中湖交流プラザきらら）                               |
| 08月28日、08月29日            | Animelo Summer Live 2010 -evolution-（さいたまスーパーアリーナ）                                               |
| 08月28日、08月29日            | KOYABU SONIC 2010（インテックス大阪5号館）                                                                     |
| 08月29日                      | RUSH BALL 2010（大阪府泉大津市・泉大津フェニックス）                                                           |
| 08月30日、08月31日            | アイドルユニットサマーフェスティバル2010（渋谷C.C.Lemonホール）                                                |
| 09月03日、09月04日            | 18th Sunset Live 2010（福岡県志摩町芥屋海水浴場）                                                              |
| 09月03日 - 09月11日           | RADIO BERRY ベリテンライブ2010（HEAVENS ROCK 宇都宮）                                                          |
| 09月03日                      | HOUSE NATION Fiesta 2010（新木場ageHa）                                                                        |
| 09月04日                      | METAMORPHOSE（伊豆市 自転車の国サイクルス）                                                                    |
| 09月04日                      | OTODAMA'10〜音泉魂〜（泉大津フェニックス）                                                                     |
| 09月11日                      | いしがきミュージックフェスティバル 2010（岩手県盛岡市・盛岡城跡公園ほか）                                      |
| 09月11日、09月12日            | 定禅寺ストリートジャズフェスティバル                                                                           |
| 09月12日                      | RADIO BERRY ベリテンライブ2010 SPECIAL（井頭公園運動広場野外ステージ）                                         |
| 09月12日                      | ジンロックフェスティバル2010（加茂山公園）                                                                     |
| 09月12日                      | SOUND MARINA 2010 -Arena Special-（広島グリーンアリーナ）                                                      |
| 09月18日、09月19日            | INAZUMA ROCK FES. 2010（草津市烏丸半島芝生広場）                                                               |
| 09月19日                      | 京都音楽博覧会2010 （梅小路公園）                                                                              |
| 10月9日                       | MEGA☆ROCKS 2010                                                                                                |
| 10月9日・10日                 | 朝霧JAM 2010                                                                                                   |
| 10月16日・17日                | LOUD PARK'10（さいたまスーパーアリーナ）※10月16日、神戸ワールド記念ホール同時開催                              |
| 10月16日・17日                | Columbia presents New Acoustic Camp（初回）                                                                    |
| 10月21日                      | 第10回虹の懸け橋まごころ基金コンサート（NHKホール）                                                            |
| 10月21日                      | POWER OF ART PROJECT                                                                                           |
| 10月24日                      | Golden Circle10周年記念公演vol.15（日本武道館）                                                                |
| 10月28日                      | 第7回東京国際ミュージックマーケット アニメソングライブ（品川ステラボール）                                     |
| 10月29日                      | K-POP Night in Japan 2010、（東京国際フォーラムホールA）                                                       |
| 10月30日、10月31日            | ワーナーミュージック・ジャパン創立40周年記念 100年MUSIC FESTIVAL（日本武道館）                                 |
| 11月02日                      | 2010 GLAMOROUS NIGHT EVOLUTION（JCBホール）                                                                    |
| 11月03日                      | ANIMAX MUSIX FALL 2010（横浜アリーナ）                                                                         |
| 11月03日                      | SEOUL TOKYO MUSIC FESTIVAL 2010 （さいたまスーパーアリーナ）                                                   |
| 11月06日                      | EMI ROCKS（さいたまスーパーアリーナ）                                                                          |
| 11月10日、11月11日            | ミュ〜コミ+プラス presents TOKYO VISUAL FESTIVAL 2010（SHIBUYA AX）                                            |
| 11月12日・13日・14日          | MINAMI WHEEL 2010                                                                                              |
| 11月20日、11月21日            | BEAT CONNECTION 2010（横浜アリーナ）                                                                           |
| 11月23日                      | AGESTOCK2010 in 横浜アリーナ                                                                                   |
| 12月8日                       | Dream Power ジョン・レノン スーパー・ライヴ2010（日本武道館）                                                  |
| 12月11日、12月12日            | EMTG MUSIC Fes.2010 〜Heart Music Heart Live〜（さいたまスーパーアリーナ）                                     |
| 12月22日                      | 光都東京・LIGHTOPIA2010「Suono Dolce Christmas Live from Marunouchi」（丸ビル マルキューブ）                   |
| 12月25日                      | K-MIX 8×8 presents クリスマス・アンセム 〜今年はユミコをプレゼント!〜（K-MIX space-K）                         |
| 12月26日                      | BNK2010 〜STVアコースティック忘年会〜（Cube garden）                                                           |
| 12月27日                      | エリア・アイドルNo.1決定戦 U.M.U AWARD 2010 〜全国アイドルお取り寄せ展〜（天王洲 銀河劇場）                    |
| 12月27日                      | JACK IN THE BOX 2010                                                                                           |
| 12月30日                      | CRK MUSIC H.E.A.D.S.年忘れ大感謝祭（上屋劇場）                                                                 |
| 12月28日 - 12月31日           | COUNTDOWN JAPAN '10/'11（幕張メッセ）                                                                          |
| 12月31日 - 2011年1月1日       | ニュー・イヤーズ・ワールド・ロック・フェスティバル （東京、上海、ソウル、ニューオーリンズ、など）              |

### 日本武道館公演
- 1月1日 - T.M.Revolution
- 1月3日 - Base Ball Bear
- 1月4日 - アンティック-珈琲店-
- 1月9日・10日 - DIR EN GREY
- 1月12日 - ミューズ
- 1月16日・17日 - ネオロマンス・フェスタ
- 1月23日 - KOTOKO
- 1月24日 - May'n
- 1月30日・31日 - 清木場俊介
- 2月6日 - 吉川晃司
- 2月11日 - cali≠gari
- 2月13日・14日 - 近藤真彦
- 2月16日・17日 - BIGBANG
- 2月18日 - バックストリート・ボーイズ
- 3月3日・4日 - ゆず
- 3月5日 - 斉藤和義
- 3月7日 - BARBEE BOYS
- 3月12日 - NICO Touches the Walls
- 3月13日 - 桑田佳祐
- 3月14日 - POLYSICS
- 3月27日・28日 - 木村カエラ
- 3月31日 - 坂本真綾
- 4月14日・16日 - キャロル・キング&ジェームス・テイラー
- 4月22日 - TOKYO FM&JAPAN FM NETWORK
- 5月1日 - SADS
- 5月3日 - GRANRODEO
- 5月8日 - DEEN
- 5月13日 - 平井堅
- 5月29日 - 及川光博
- 5月30日 - 茅原実里
- 7月9日・10日・11日 - 松田聖子
- 7月16日 - SPEED
- 7月22日・23日 - the GazettE
- 7月30日 - BREAKERZ
- 8月13日 - Plastic Tree
- 8月23日 - w-inds.
- 8月25日 - ナイトメア
- 9月1日・3日・4日 - いきものがかり
- 9月9日・10日 - 氷室京介
- 9月17日・18日 - JAM Project
- 9月21日 - AKB48
- 9月28日・30日・10月1日 - 稲葉浩志
- 10月5日・6日 - 安全地帯
- 10月8日 - サカナクション
- 10月13日・14日 - KREVA
- 10月18日 - 郷ひろみ
- 10月22日・23日 - 槇原敬之
- 10月24日 - Golden Circle
- 10月26日・27日 - WOWFES!
- 10月30日・31日 - WARNER MUSIC JAPAN 40th Anniversary
- 11月1日・2日 - YUI
- 11月8日・9日 - DREAMS COME TRUE
- 11月16日・17日 - GLAY
- 11月22日 - ACID ANDROID
- 11月23日 - スフィア
- 11月28日 - ONE OK ROCK
- 11月29日 - AI
- 11月30日 - K
- 12月1日 - Act Against AIDS
- 12月3日・4日 - 竹内まりや
- 12月7日 - 伊東ゆかり
- 12月8日 - Dream Power ジョン・レノン スーパー・ライヴ
- 12月10日・11日 - 近藤真彦
- 12月13日 - ナオト・インティライミ
- 12月15日・16日・18日・19日・20日 - 矢沢永吉
- 12月22日 - マクロスF
- 12月23日・24日 - THE ALFEE
- 12月25日 - UVERworld
- 12月26日 - アンジェラ・アキ
- 12月27日 - JACK IN THE BOX
- 12月28日 - 吉井和哉
- 12月29日 - BUCK-TICK
- 12月30日・31日 - 氷室京介

## 主要な賞
| 賞                                                | 受賞作・受賞者 |
| ------------------------------------------------- | --- |
| 第52回日本レコード大賞                            | - 日本レコード大賞 - EXILE「I Wish For You」 - 優秀作品賞 - いきものがかり「ありがとう」 - AKB48「Beginner」 - EXILE「I Wish For You」 - w-inds.「New World」 - 植村花菜「トイレの神様」 - GIRL NEXT DOOR「Ready to be a lady」 - AAA「逢いたい理由」 - 氷川きよし「虹色のバイヨン」 - BIGBANG「Tell Me Goodbye」 - 水森かおり「松島紀行」 - 最優秀歌唱賞 - 近藤真彦「心 ざんばら」 - 最優秀新人賞 - スマイレージ「夢見る 15歳」 - 最優秀アルバム賞 - いきものがかり『ハジマリノウタ』 |
| 第43回日本有線大賞                                | - 大賞：氷川きよし「虹色のバイヨン」（2年連続通算6度目、有線音楽優秀賞も受賞） - 最優秀新人賞：発表なし |
| 第24回日本ゴールドディスク大賞                    | - アーティスト・オブ・ザ・イヤー（邦楽）：嵐 - アーティスト・オブ・ザ・イヤー（洋楽）：ザ・ビートルズ - ニュー・アーティスト・オブ・ザ・イヤー（邦楽）：Hilcrhyme - ニュー・アーティスト・オブ・ザ・イヤー（洋楽）：レディー・ガガ - ザ・ベスト・演歌/歌謡曲アーティスト：氷川きよし - ソング・オブ・ザ・イヤー（邦楽）：GReeeeN「遥か」 - ソング・オブ・ザ・イヤー（洋楽）：バックストリート・ボーイズ「ストレート・スルー・マイ・ハート」 - シングル・オブ・ザ・イヤー（邦楽）：嵐「Believe/曇りのち、快晴」 - シングル・オブ・ザ・イヤー（洋楽）：スラッシュ「SAHARA〜feat.稲葉浩志」 - アルバム・オブ・ザ・イヤー（邦楽）：嵐「All the BEST! 1999-2009」 - アルバム・オブ・ザ・イヤー（洋楽）：マイケル・ジャクソン「THIS IS IT」 - クラシック・オブ・ザ・イヤー：サラ・ブライトマン「アマルフィ〜サラ・ブライトマン・ラヴ・ソングス〜」 - ジャズ・オブ・ザ・イヤー：ノラ・ジョーンズ「ザ・フォール」 - インストゥルメンタル・オブ・ザ・イヤー：葉加瀬太郎「My Favorite Songs」 - サウンドトラック・オブ・ザ・イヤー：のだめカンタービレ「のだめカンタービレ最終楽章」 - アニメーション・オブ・ザ・イヤー：銀魂BEST - 純邦楽・オブ・ザ・イヤー：東儀秀樹「地球よ、」 - 企画・オブ・ザ・イヤー：つるの剛士「つるのうた」 - 特別賞：AKB48、けいおん! |
| 第14回SPACE SHOWER MUSIC AWARDS                   | - ARTIST OF THE YEAR - 椎名林檎 - VIDEO OF THE YEAR - 安室奈美恵「FAST CAR」 - BEST ALTERNATIVE VIDEO - やくしまるえつこ「おやすみパラドックス」 - BEST GROOVE VIDEO - m-flo「SOUND BOY THRILLER」 - BEST HIP HOP VIDEO - RHYMESTER「ONCE AGAIN」 - BEST REGGAE VIDEO - PUSHIM「My Endless Love」 - BEST NEW ARTIST VIDEO - THE BAWDIES「EMOTION POTION」 - BEST INTERNATIONAL VIDEO - レディー・ガガ「PAPARAZZI」 - BEST CREATORS' CHOICE - MONKEY MAJIK「アイシテル」 - BEST SHOOTING VIDEO - EXILE「ふたつの唇」 |
| 第53回グラミー賞                                  | - 最優秀レコード賞 - レディ・アンテベラム「ニード・ユー・ナウ」 - 最優秀アルバム賞 - アーケード・ファイア「ザ・サバーブス」 - 最優秀楽曲賞 - レディ・アンテベラム「ニード・ユー・ナウ」 - 最優秀新人賞 - エスペランサ・スポルディング |
| 第9回MTV Video Music Awards Japan                 | - Best Video of the Year - EXILE「ふたつの唇」 - Best Male Video・Best Female Video - 清水翔太「美しき日々よ」、安室奈美恵「FAST CAR」 - Best Group Video - 東方神起「Share The World」 - Best Movie Video -JUJU with JAY'ED「明日がくるなら」 - Best New Artist Video - BIGBANG「ガラガラ GO!!」 - Best Rock Video - Superfly「Dancing On The Fire」 - Best Pop Video - BIGBANG「声をきかせて」 - Best R&B Video - 加藤ミリヤ「Aitai」 - Best Hip Hop Video - KREVA「瞬間speechless」 - Best Collaboration Video - w-inds.×G-DRAGON「Rain Is Fallin'」 - Best Dance Video - レディー・ガガ「ポーカーフェイス」 - Best Reggae Video - HAN-KUN「KEEP IT BLAZING」 - Best Karaoke Song - 加藤ミリヤ×清水翔太「Love Forever」 - Best Album of the year - EXILE「愛すべき未来へ」 |
| The 4th Music Revolution                          | - グランプリ・オーディエンス賞 - ヨシザワカヨコとりんりんズ |
| 第4回全日本アニソングランプリ                     | - グランプリ - 河野マリナ |
| 第3回eo Music Try                                 | - グランプリ - エニクスパルプンテ - 準グランプリ - Sentimental Toy Palette - eo特別賞 - 日比直博 - Pocky賞 - Staltura |
| 第3回閃光ライオット                               | - グランプリ - THE★米騒動 - 準グランプリ - BURNOUT SYNDROMES - 準グランプリ - Naked blue star - 審査員特別賞 - 3103 - 川口春奈特別賞 - 山下歩 |
| 第3回ロックンロール・ハイスクール                 | - 優勝 - BURN egg |
| 第2回CDショップ大賞                               | - 大賞：THE BAWDIES「THIS IS MY STORY」 - 準大賞 - 清竜人「PHILOSOPHY」 - Superfly「Box Emotions」 - 入賞 - 阿部真央「ふりぃ」 - サカナクション「シンシロ」 - 椎名林檎「三文ゴシップ」 - ハナレグミ「あいのわ」 - FACT「FACT」 - ユニコーン「シャンブル」 - RADWIMPS「アルトコロニーの定理」 |
| 第2回ビルボード・ジャパン・ミュージック・アワード | - 最優秀賞 - 嵐「Troublemaker」 |
| 第1回岩谷時子賞                                   | - 岩谷時子賞 - 辻井伸行 - 岩谷時子・奨励賞 - 安蘭けい、平原綾香、別所哲也 - 岩谷時子・特別賞 - 加山雄三 |

## デビュー

### 1月
- 1日 - KE$HA「アニマル」（メジャーデビュー、日本デビューは5月12日）
- 6日 - 歌姫☆サプライズ「制服を脱がさないで!」
- 13日 - IMALU「Mashed potato」
- 13日 - Rake「Fly away」（メジャーデビュー）
- 14日 - CNBLUE「Bluetory」（インディーズデビュー）
- 20日 - 梅田直樹feat.JOY「BE WITH YOU」
- 20日 - おいしいうたファミリー「すごくおいしいうた」
- 20日 - THE ZOOT16「ヒズミカル」
- 20日 - 関根麻里「ありがとう」
- 20日 - ザ・チャップマン・ファミリー（英語版）「キッズ」（日本デビュー）[127]
- 20日 - 中野腐女子シスターズ「Honey Bee〜」（メジャーデビュー）
- 20日 - 中村舞子「CURE」（メジャーデビュー）
- 20日 - THE ROYAL WE「ホームズ」[128]
- 27日 - オリアンティ「ビリーヴ」（メジャーデビュー）
- 27日 - Quadraphonic「Quadraphonic」
- 27日 - 黒木姉妹「泣かんとよ」[129]
- 27日 - SuG「gr8 story」（メジャーデビュー）
- 27日 - 佐咲紗花「星彩のRipieno」
- 27日 - デルフィック「アコライト」
- 27日 - 中野愛子「フレンズ」（メジャーデビュー）
- 27日 - NERDHEAD「BRAVE HEART feat.西野カナ」
- 27日 - hibiku「爪痕」
- 27日 - Hundred Percent Free「Hello Mr. my yesterday」（メジャーデビュー）

### 2月
- 3日 - WEAVER「Tapestry」
- 3日 - キノコホテル「マリアンヌの憂鬱」（メジャーデビュー）
- 3日 - チュール「見てみてよ」[130]（メジャーデビュー）
- 3日 - The Brixton Academy「Vivid」（インディーズデビュー）[131]
- 3日 - FLiP「DEAR GIRLS」（メジャーデビュー）
- 10日 - アウル・シティー「オーシャン・アイズ」（メジャーデビュー）
- 10日 - 小林愛実「小林愛実Debut!」
- 10日 - サーターアンダギー「ヤンバルクイナが飛んだ」
- 10日 - JULIE with THE WILD ONES「渚でシャララ」
- 10日 - 世界の終わり「幻の命」（インディーズデビュー）[132]
- 10日 - はんにゃ、フルーツポンチ、オンナラブリー「Onaraはずかしくないよ/ピラメキたいそう」（再デビュー）
- 10日 - Bam B Crew「Bam B Crew」（インディーズデビュー）
- 10日 - 50TA「50TA」（再デビュー）
- 10日 - VOLTA MASTERS「Piece」
- 10日 - MASS OF THE FERMENTING DREGS「ひきずるビート/まで。」
- 17日 - 石塚英彦「笑っているよ」（ソロデビュー）
- 17日 - 恵比寿マスカッツ「バナナ・マンゴー・ハイスクール/12の34で泣いて with 涙四姉妹」
- 17日 - EMI MARIA「Show Me Your Love」（メジャーデビュー）
- 17日 - 菊地まどか「浪花女のげんき節」[133]（メジャーデビュー）
- 17日 - Crush Tears、「閃光の瞬き」
- 17日 - 杉本有美「ハルコイ」
- 17日 - DAMIJAW「無力な自分が許せない」
- 17日 - Purple Days「BRANDNEW DAYS」
- 17日 - DJ HICO「House of Jewels Noir」
- 17日 - マルヤマン「マルヤマンのテーマ」
- 24日 - アニーポンプ feat.GooF「ないていたいよ」[134]、
- 24日 - 今井翼「BACKBORN」（ソロデビュー）
- 24日 - INDIGO4「ココロ-Dear my friends-」
- 24日 - Galileo Galilei「ハマナスの花」（メジャーデビュー）
- 24日 - 北乃きい「サクラサク」
- 24日 - Qwai「サヨナラの空」
- 24日 - CHiAKi KURiYAMA「流星のナミダ」
- 24日 - ケイ潤子「しあわせくれてもいいじゃない」
- 24日 - KG「Love for you」
- 24日 - JAMIL「片思イノ想イカタ」
- 24日 - DJ FUMI★YEAH!「HAPPY R&B Luxury Megamix」
- 24日 - Mille Face「機動戦士ガンダム00 スペシャルエディション Theme Songs」
- ガエル・ガルシア・ベルナル[135]
- のりたえ

### 3月
- 1日 - 大知正紘「さくら」[136]
- 3日 - 青木隆治「言葉」（メジャーデビュー）
- 3日 - 牛島隆太「フレンズ -君の記憶のなかの僕-」[137]
- 3日 - 小西康陽「ATTRACTIONS! KONISHI YASUHARU Remixies 1996-2010」
- 3日 - 高田純次&松元環季「メンドク星マーチ」
- 3日 - 難波章浩「THE WORLD iS YOURS!」
- 3日 - ニコ☆モコ「さくらなみき/だいぶつぶつぶつ」
- 3日 - 風流〜fool you「再恋STORY」[138]
- 3日 - mini「Are U Ready?」
- 3日 - miwa「don't cry anymore」
- 3日 - 吉村綾花「Blossomy...」（インディーズデビュー）
- 3日 - Real Paradis「風と丘のバラード」
- 3日 - onelifecrew「追憶メリーゴーランド」[139]（メジャーデビュー）
- 10日 - 板尾こうせつ「君とボクと」
- 10日 - ent「「ソラニン」サウンドトラック feat.ent」
- 10日 - キアーナ「could you be the one」（配信）[140]
- 10日 - ジェイソン・デルーロ「ジェイソン・デルーロ」（メジャーデビュー）
- 10日 - 美羽 (MIWA)「RESET」[141]（インディーズデビュー）
- 17日 - 芋洗坂係長「オヤジだって恋をする」（ソロデビュー）
- 17日 - キャンパスナイターズ「エロくないのにエロく聴こえる歌 〜しこたまがんばれ!〜」
- 17日 - SA.RI.NA「シングルマザー」[142]（メジャーデビュー）
- 19日 - 三宅智子「Confession」
- 24日 - Kylee「キミがいるから」
- 24日 - the武田組「LOVE is ROCK」（インディーズデビュー）[143]
- 24日 - TSUKEMEN「BASARA」[144]（メジャーデビュー）
- 24日 - バルシェ「valuable sheaves」
- 24日 - 松坂南「どうぞこのまま」
- 24日 - 森友嵐士「抱きしめていたい/キズナ」（ソロデビュー）
- 24日 - 吉岡亜衣加「散らない花」
- 24日 - The LEGENDARY SIX NINE「Cruel」
- 31日 - Queen & Elizabeth「Love♡Wars」
- 31日 - スラッシュ「スラッシュ」（ソロデビュー）
- 31日 - nao「シンクロしようよ」（ソロデビュー）
- 31日 - ぱすぽ☆「Let It Go!!」
- SHOTA HISHIYAMA「children of the sun」[145]（ソロデビュー）

### 4月
- 4日 - たかはし智秋「Juicy」（ソロデビュー、正式デビューは2011年10月）
- 5日 - TOMOKA「shooting star」（インディーズデビュー）[146]
- 7日 - 紗羅マリー「Cherry/Gossip」
- 7日 - Jeepta「日進月歩」（メジャーデビュー）
- 7日 - 白川玲名「Take Back」（インディーズデビュー）[147]
- 7日 - セシル・コルベル「Arrietty's Song」「Kari-gurashi～借りぐらし～」
- 7日 - ナオト・インティライミ「カーニバる?」（メジャーデビュー）
- 7日 - 美脚戦隊スレンダー「パンティーストッキング～!」（インディーズデビュー）[148]
- 7日 - やくしまるえつことd.v.d「Blu-Day」
- 14日 - ココア男。「甘い罠 苦い嘘、、、」
- 14日 - 舞花「never cry」[149]
- 21日 - 出光仁美「おんな七厘・神楽坂」
- 21日 - オマスガ[150]「オマスガイダンス」
- 21日 - 毛皮のマリーズ「毛皮のマリーズ」（メジャーデビュー）
- 21日 - cossami「りんご」（メジャーデビュー）[151]
- 21日 - 近藤夏子「リアルでゴメン・・・」（メジャーデビュー）
- 21日 - GIO「NO DOUBT DE GIO」
- 21日 - Sindy「ひとつ」
- 21日 - ゼブラクイーン（仲里依紗）「NAMIDA〜ココロアバイテ〜」
- 21日 - のだめ（野田恵)「のだめDEBUT!」
- 21日 - パオ♡（吉川まりあ・フォンチー）「鉄骨娘パオ♥〜パオ♥のテーマ〜」[152]
- 21日 - 花井悠希「主人公〜さだまさしクラシックス」「光の風〜ヴァイオリン・クラシックス」[153]
- 21日 - 復活!ミニスカポリス「Midnight Candy Train」（再デビュー）[154]
- 21日 - フレンズ/まいける&はなか「Dear Friends-友へ-」
- 21日 - Mark'Oh「ぴーぱっぱぱらっぽっぴっぽー」
- 23日 - Girls Dead Monster「Crow Song」
- 28日 - Sky「夢ひとつ -2010Special-」（メジャーデビュー）
- 28日 - BURNNIES「Super Girl」（インディーズデビュー）[155]
- 28日 - 増田有華「Stargazer」（ソロデビュー）
- 28日 - miyuki「Chuppa」
- 28日 - mochA「WARNING」（メジャーデビュー）
- 片山メグミ「ブルー」[156]
- SISTAR[157]

### 5月
- 5日 - インディ・ザーラ「ビューティフル・タンゴ ～見知らぬ美しい人へ～」[158]
- 5日 - 大島麻衣「メンドクサイ愛情」（ソロデビュー）
- 5日 - オーラルヴァンパイア「ZOLTANK」
- 5日 - ケイ・グラント「星の輝く夜だから」
- 5日 - 東京女子流「キラリ☆」（メジャーデビュー）
- 5日 - 中川あゆみ「事実 ～12歳で私が決めたコト～」
- 5日 - 4minute「Muzik」（メジャーデビュー）
- 5日 - ももいろクローバー「行くぜっ!怪盗少女」（メジャーデビュー）
- 5日 - universe「ハルイロ」
- 7日 - 40mP「LIFE SIZE NOTE-40mP-」
- 11日 - 底抜けプレジデンツ「これが恋だと分からずに」（配信）[159]
- 12日 - 奥真奈美「かたつむり」（ソロデビュー）
- 12日 - ケビン・コスナー&モダン・ウェスト「ターン・イット・オン」（メジャーデビュー）[160]
- 12日 - c.cedille（セセディーユ）「en lecture」（インディーズデビュー）[161]
- 12日 - ゆいかおり「Our Steady Boy」（メジャーデビュー）[162]
- 19日 - ジャスティン・ビーバー「マイ・ワールズ」
- 19日 - Dirty Old Men「Time Machine」
- 19日 - ダム・ダム・ガールズ「アイ・ウィル・ビー」[163]
- 19日 - 中野サユリ「ミツケテ」（ソロデビュー、インディーズデビュー）
- 19日 - FTisland「Flower Rock」（メジャーデビュー）
- 26日 - いしわたり淳治&砂原良徳+やくしまるえつこ「神様のいうとおり」
- 26日 - OKAMOTO'S「10'S」（メジャーデビュー）、
- 26日 - 黒猫チェルシー「猫 Pack」（メジャーデビュー）
- 26日 - XIAH junsu「XIAH」（ソロデビュー）
- 26日 - スマイレージ「夢見る 15歳」（メジャーデビュー）
- 26日 - defspiral「DIVE INTO THE MIRROR」
- 26日 - heidi.「予感」（メジャーデビュー）
- 26日 - 水野佐彩「My Secret」
- 26日 - 胸の谷間にうもれ隊「スケベ!」（インディーズデビュー）[164]
- 26日 - Rayflower「裏切りのない世界まで/蒼い糸」
- ドッグライツ

### 6月
- 2日 - ショウタ&チュウタ「シンデレラ・サマー feat.初音ミク」
- 2日 - te'「敢えて、理解を望み縺れ尽く音声や文字の枠外での『約束』を。」
- 2日 - hinaco（現:琵奈子）「泣き顔スマイル」（芦田愛菜の出世作となった『Mother』のテーマソング）[165]
- 2日 - THE ポッシボー with 音の素（藤井隆&椿鬼奴）「やべ〜なべ〜な 圧力ベ〜ナ〜」
- 2日 - 豊川めい「愛・ルネサンス」[166]
- 2日 - Predawn「手のなかの鳥」（インディーズデビュー）[167]
- 2日 - 松元環季「くっつけはっつけワンダーランド」「small nature」
- 2日 - ROOKiEZ is PUNK'D「コンプリケイション」
- 2日 - Lay「この愛であるように」
- 2日 - LOGiC「ログパズル」（インディーズデビュー）
- 8日 - ザ・ヤング・ヴェインズ『Take a Vacation!』
- 9日 - amazarashi「爆弾の作り方」（メジャーデビュー）
- 9日 - TOTALFAT「OVER DRIVE」
- 9日 - nicco「委員長」（インディーズデビュー）[168]
- 9日 - NoGoD「カクセイ」（メジャーデビュー）
- 9日 - 帆乃佳「Wedding Kiss」（ソロデビュー）
- 9日 - MASTERLINK「Traveling」
- 9日 - Manami「Yellow Stop」
- 9日 - YOUNG HASTLE「THIS IS MY HUSTLE」（インディーズデビュー）[169]
- 16日 - 爆乳ヤンキー「夜露死苦おっぱい/ブラを探して…」[170]（再デビュー）
- 16日 - ぷらふぃに（三瓶由布子・小清水亜美）「こくしむそう」
- 16日 - rhythmic「キミに伝えたくて」
- 23日 - YELLOW FRIED CHICKENz「ARE YOU "FRIED CHICKENz"??」
- 23日 - Q;indivi+「ACACIA;」
- 23日 - 品川祐とスベラーズ/エアヴィジュアルバンド/スザンヌ×スザンぬ「サラリー☆マン/第三の男/レッド・アイ」
- 23日 - Jam9「家族」[171]
- 23日 - 純烈「涙の銀座線」[172]
- 23日 - 寺久保エレナ「NORTH BIRD」[173]
- 23日 - ドレイク「サンク・ミー・レイター」[174]
- 23日 - 南波志帆「ごめんね、私。」（メジャーデビュー）
- 23日 - HYENA「SESSION」
- 23日 - 広瀬さとし「Obsession」（ソロデビュー、インディーズデビュー）
- 23日 - FRIDA「ディアー、レット・イット・アウト」[175]
- 23日 - 星野源「ばかのうた」
- 23日 - 増山加弥乃「Happy☆てぃんくる」（ソロデビュー）
- 23日 - モーモールルギャバン「クロなら結構です」
- 23日 - ゆまち&愛奈「QUEEN」[176]（メジャーデビュー）
- 23日 - 渡 watary「東京ブルー」（ソロデビュー）
- 23日 - ロベルト・杉浦「ダメウンベソ」（再デビュー）[177]
- 30日 - Baby M「Baby M」
- SKL39[178]
- snowsheep「ヒカリ」[179]
- ライ・ライ[180]

### 7月
- 1日 - Miss A「Bad but Good」
- 7日 - 井上愛「答え」[181]、
- 7日 - mc2「ENERGY」[182]
- 7日 - 巧 with シュアリー・スターズ「シュアリー・サムデイ」[183]
- 7日 - DJ KAYA「JAPANATION」
- 7日 - 西田あい「ゆれて遠花火」[184]
- 7日 - 新田晃也「振り向けばおまえ」（再デビュー）
- 7日 - 森恵「キミ」
- 7日 - LONELY↑D「ハルアシンメトリー」（メジャーデビュー）
- 7日 - WORLD ORDER「WORLD ORDER」
- 9日 - Girl's Day「Girl's Day Party #1」
- 14日 - Alice「イチバンボシ」[185]
- 14日 - Umika as Yamako「MajiでKoiする5秒前」（ソロデビュー）
- 14日 - THE KIDDIE「smile.」（メジャーデビュー）
- 14日 - やもり「あなたと歌おう」 [186]
- 14日 - unistyle「unistyle」
- 21日 - azusa「i Love」
- 21日 - ALICIA「浮き輪」（ソロデビュー、インディーズデビュー）[187]
- 21日 - ANTY the 紅乃壱「ANTY」
- 21日 - オルリコ「ひぐらしの坂」[188]
- 21日 - KAM「When the Sun Goes Down」（再デビュー）[189]
- 21日 - 佐々木祐滋「INORI」
- 21日 - 佐々木希「噛むとフニャン feat.Astro」
- 21日 - ジャンク フジヤマ「Morning Kiss」（インディーズデビュー）[190]
- 21日 - 逗子三兄弟「サマーウルフ」（メジャーデビュー）[191]
- 21日 - 関取花「THE」（インディーズデビュー）[192]
- 21日 - 高垣彩陽「君がいる場所」（ソロデビュー）
- 21日 - 高橋優「素晴らしき日常」（メジャーデビュー）
- 21日 - TEE「3度のメシより君が好き」[193]
- 21日 - PETER MAN「DON'T GIVE UP」
- 21日 - ビッグポルノ「KING TIMER」
- 21日 - Lily.「遠く離れた場所で feat. C」
- 25日 - 石川マリー「The Reason」
- 28日 - アンジェラベイビー「Beauty Survivor」
- 28日 - カサリンチュ[194]「感謝」
- 28日 - SHIT HAPPENING「SHIT HAPPENING」（インディーズデビュー）
- 28日 - serial TV drama「マストバイ」（メジャーデビュー）

HF INTERNATIONALオール・エンジェルス、Angelfire、KOR＝GIRL（メジャーデビュー）、ジェイコ、シャリース、G.NA（ソロデビュー）、HIDETAKE TAKAYAMA、マレウレウ、ROX、山崎豊成（再デビュー）

### 8月
- 1日 - 少女時代「GENIE」（メジャーデビュー）
- 4日 - UNLIMITS「蒼 -アオイ-」
- 4日 - cosMo@暴走P「初音ミクの消失」
- 4日 - C&K「梅雨明け宣言」（メジャーデビュー）
- 4日 - Dorothy Little Happy「ジャンプ!」（インディーズデビュー）
- 4日 - ふっくん布川「そば食いねぇ!」（ソロデビュー）[205]
- 11日 - OToGi8「赤頭巾ちゃん御用心」
- 11日 - KARA「ミスター」（メジャーデビュー）
- 11日 - 崎本大海「サヨナラ」（ソロデビュー）
- 11日 - SPYAIR「LIAR」
- 11日 - ほたる日和「みらい小説e.p.」（メジャーデビュー）[206]
- 11日 - 松岡充「W」（ソロデビュー）
- 18日 - 岸田教団&THE明星ロケッツ「HIGHSCHOOL OF THE DEAD」
- 18日 - 児玉奈央「SPARK」
- 18日 - MAGIC PARTY「今夜はMAGIC BOX」
- 18日 - YU+KI「メタルファイト ベイブレード/ギャラクシーハート」（ソロデビュー）
- 25日 - 磯部正文「Do we know?」（ソロデビュー）
- 25日 - Shleeps「mimesis」（ソロデビュー、インディーズデビュー）
- 25日 - PANDA 1/2「上海は夜の6時」（メジャーデビュー）
- 25日 - bump.y「voice」（メジャーデビュー）
- 25日 - μ's「僕らのLIVE 君とのLIFE」
- 25日 - 矢沢洋子「YOKO YAZAWA」（ソロデビュー、インディーズデビュー）

ヴィゼ・イアー、渋谷GAL'S、THE HIGH CONFESSIONS、Pathfinder、Brown Eyed Girls、ホワイト・シー、RAU DEF、ローカルネイティヴス

### 9月
- 3日 - hannah「No More Game」（インディーズデビュー）
- 8日 - フレンチ・キス「ずっと 前から」[213]
- 8日 - リン・ユーチュン「アイ・ウィル・オールウェイズ・ラブ・ユー」
- 14日 - ブランドン・フラワーズ「フラミンゴ」（ソロデビュー）
- 15日 - Lc5「Loveless」（メジャーデビュー）
- 15日 - 寿美菜子「Shiny+」（ソロデビュー）
- 15日 - ChiE「Beautiful Ladies」（ソロデビュー）
- 20日 - ヒガリノ「コミュニケーションワールド/super drive」（インディーズデビュー）
- 22日 - 黒崎真音「H.O.T.D.」
- 22日 - ZE:A「ZE:A!」（インディーズデビュー）
- 22日 - MAA「Ghost Enemy」
- 29日 - ねごと「Hello! “Z”」（メジャーデビュー）
- 29日 - Lunakate「Dégagé」（メジャーデビュー）
- 小島瑠璃子 feat．小澤ちひろ「みんなのゆめ」[214]
- シャロン・コアー「DREAM OF YOU」（ソロデビュー）

Any（メジャーデビュー）、アルファ・レヴ（メジャーデビュー）、THE SALOVERS

### 10月
- 6日 - 石鹸屋「シャボン」（メジャーデビュー）[218]
- 6日 - 曽根由希江「ギンモクセイ」
- 6日 - 千田裕之「帰りたい」[219]（メジャーデビュー）
- 6日 - ハネムーン「狼のあくび」[220]
- 13日 - Alive2「Alive2～Again～」（インディーズデビュー）[221]
- 13日 - OJS48「深呼吸」[222]
- 13日 - ピコ「Story」（メジャーデビュー）
- 20日 - アシガルユース「Nice to MEAT you」
- 20日 - ClariS「irony」（メジャーデビュー）
- 20日 - ソノダバンド「ルネサンス」（メジャーデビュー）[223]
- 20日 - pixy「You are not alone...」[224]
- 20日 - CHI-MEY「フレ!フレ!大丈夫!」[225]
- 20日 - Violent is Savanna「OH LOVE YOU」（メジャーデビュー）
- 20日 - ❤❤❤LOVE❤❤❤「Crazy Love」[226]
- 20日 - The ROOTLESS「One day」[227]
- 24日 - chay「はじめての気持ち」[228]
- 27日 - Crystal Boy「クリスタルボーイ」（ソロデビュー）
- 27日 - 後藤康二「ck510 SOFA Listening」（ソロデビュー、インディーズデビュー）
- 27日 - SM☆SH「Lunatic」（メジャーデビュー）[229]
- 27日 - LISP「あなたにVacuum!」
- 佐野美和「It for You 〜いつの日にか好きといって〜」[230]

anju、CQC's、J・コール、SweetLicious、スレイ・ベルズ、THAUROROD（メジャーデビュー）、FABiANA、ForMee、フランキー&ザ・ハートストリングス、舞GIRL、Marin&Riena、Layla Lane、LOVE(c)、Love Diary

### 11月
- 1日 - あべりょう「ピエロ」（インディーズデビュー）[244]
- 3日 - 真崎ゆか「LOVE SONG」[245]
- 3日 - Ryu☆「AGEHA」
- 10日 - 杏「LIGHTS」
- 10日 - 三代目J Soul Brothers「Best Friend's Girl」（メジャーデビュー）
- 10日 - 成底ゆう子「ふるさとからの声」（メジャーデビュー）
- 10日 - Michiru「I♡YOUの五文字」（ソロデビュー）
- 17日 - OUTER-TRIBE「本当の自分」（メジャーデビュー）
- 17日 - チャン・ギハと顔たち「何事もなく暮らす」（インディーズデビュー）[246]
- 17日 - PERIDOTS「MY MIND WANDERS」（メジャーデビュー）
- 24日 - ウォーペイント「ザ・フール」（メジャーデビュー）
- 24日 - SDN48「GAGAGA」
- 24日 - 第一宇宙速度「SUPERORBITAL」
- 24日 - 2PM「Hottest〜2PM 1st MUSIC VIDEO COLLECTION & The History〜」（メジャーデビュー）
- 24日 - fumika「snowflakes」（メジャーデビュー）[247]
- 25日 - ローラ・チャン「ひなげしの花」[248]

木箱（メジャーデビュー）、栗山龍太、クロエ・ラタンジー（メジャーデビュー）、VNT（メジャーデビュー）、MiracleJumP801組

### 12月
- 1日 - AISHA「AISHA.EP」[252]
- 1日 - あやまんJAPAN「ぽいぽいぽいぽぽいぽいぽぴー」
- 1日 - 奥田しおり「18才」（インディーズデビュー）[253]
- 1日 - D☆DATE「あと1cmのミライ」
- 1日 - NIKIIE「春夏秋冬」
- 1日 - ビートきよし「おまえだけだよ」（再デビュー）
- 1日 - yu-yu「Always」[254]
- 8日 - AILI「Future」
- 8日 - DOZ「ありがとうごじゃいます」（メジャーデビュー）
- 8日 - miCKun「鏡花水月 feat.舞花」（ソロデビュー）
- 11日 - MMJ「恋愛アジェンダ」（インディーズデビュー）
- 14日 - Akiko Moriyako「THE VIBES Ⅰ」[255]
- 15日 - JK21「I・愛 KANSAI」（メジャーデビュー）[256]
- 22日 - 神聖かまってちゃん「つまんね」（メジャーデビュー）
- 22日 - SUPER☆GiRLS「超絶少女」
- 22日 - mothy_悪ノP feat．鏡音リン、鏡音レン「悪ノ王国 〜Evils Kingdom〜」

柴田知美、Fire Lily、Rockstar Steady（形態変更、再デビュー）、LOVE to LOVE

## 結成

### アイドル・ガールズグループ・ボーイバンド
- AppleTale（ - 2013年）
- アリスインプロジェクト
- INFINITE
- HR（ - 2018年）
- NMB48
- Nゼロ
- NYC（ - 2013年）
- OS☆U
- ORANGE CARAMEL（ - 2019年）
- Girl's Day（ - 2019年）
- G☆RACE（ - 2010年）
- さくら学院（ - 2021年）
- JYJ
- SISTAR（ - 2017年）
- SUPER☆GiRLS
- SPL∞ASH
- 男女共学（ - 2010年）
- チームドラゴン from AKB48（ - 2010年?）
- つぼみ大革命
- TEEN TOP
- 東京女子流
- Tokyo Cheer2 Party（ - 2017年）
- なないろファンタジー（ - 2011年）
- パステル☆ジョーカー
- BiS
- F.CUZ
- Flower（ - 2019年）
- predia（ - 2022年）
- BABYMETAL
- miss A（ - 2017年）
- μ's
- 胸の谷間にうもれ隊（ - 2013年?）
- 愛乙女☆DOLL
- LilCouleur（ - 2015年）
- ワン・ダイレクション（ - 2016年）

### バンド・音楽グループ・音楽ユニット
- ARTERY VEIN（ - 2014年）
- EARNIE FROGs（ - 2022年）
- アイアムザモーニング
- Ivy to Fraudulent Game
- 赤い公園（ - 2021年）
- アシュラシンドローム
- Applicat Spectra（ - 2015年）
- 雨先案内人（ - ?年）
- AMOYAMO（ - 2014年）
- AyaRuka（ - 2010年?）
- ANTENA
- umbrella
- Unblock
- YELLOW FRIED CHICKENz（ - 2012年）
- 1966カルテット
- 猪苗代湖ズ
- ILOILO（ - 2010年?）
- Insfeel（ - 2019年）
- indigo la End
- Integral Clover（ - 2019年?）
- UQiYO
- Age Factory
- Abiotic
- エナツの祟り
- MKTO
- mc2（ - 2014年）
- ELEKITER ROUND 0（ - 2020年）
- Electroboyz
- ENTH
- おいしいうたファミリー
- 小川コータ&とまそん
- (M)otocompo
- オルタニカ（ - 2021年）
- ガーモートーンズ
- Guys☆From The Earth（ - 2012年）
- 彼女 IN THE DISPLAY（ - 2019年）
- KAM（ - 2011年?）
- カメラ＝万年筆
- カラスは真っ白（ - 2017年）
- GARNiDELiA
- Killing Boy
- キング・ギザード&ザ・リザード・ウィザード
- green note coaster
- グローリーハンマー
- 黒木渚（ - 2013年）
- ココア男。（ - 2015年）
- coco←musika
- コドモドラゴン
- The Winking Owl（ - 2020年）
- THE ORAL CIGARETTES
- THE GAME SHOP
- THE JUNEJULYAUGUST
- The Screen Tones
- The fin.
- The Wisely Brothers
- ジ・アンガイデッド
- SILENT SIREN（ - 2021年）
- 三代目J Soul Brothers
- 獅子舞でん舎
- SHISHAMO
- J☆Dee'Z→Jewel（ - 2022年）
- Schroeder-Headz
- ジョゼ（ - 2018年）
- 新ダヴィッド同盟
- シンフォニア（ - 2011年）
- SUSIE LOVE
- スカイハーバー
- Su凸ko D凹koi
- SouLandscape（ - 2018年）
- 底なしのバケツのようにざらざら
- Czecho No Republic
- ザ・チャレンジ
- チロル
- T字路s
- とやま香音ジュニア・コーラス
- トラックシッタズ（ - 2015年）
- ドラマチックアラスカ
- tricot
- †яi¢к
- 永山こうじとロス・プリモス（ - 2019年?）
- nicoten
- NAKED SPY
- ノエル・ギャラガーズ・ハイ・フライング・バーズ
- NOT WONK
- HOWL BE QUIET
- 爆弾ジョニー
- BugLug
- バスティル
- HAPPY BIRTHDAY（ - 2015年）
- Be Choir
- Vision of Fatima
- FIVE NEW OLD
- FANTA（ - 2012年）
- FEST VAINQUEUR
- FOXPILL CULT
- プピリットパロ
- BRADIO
- Blu-BiLLioN（ - 2021年）
- PlayYou.House（ - 2011年）
- BROAD6
- BOYS END SWING GIRL（ - 2021年）
- macaroom
- MAN WITH A MISSION
- MINIQLO（ - 2013年）
- ミルキィホームズ（ - 2019年）
- Monaural mini plug
- モハメド（ - 2016年）
- 山とケ
- 夜ハ短シ
- ライフサインズ
- L.A.F.U.（ - 2016年）
- La Femme
- LISP（ - 2011年）
- RebellioN
- ルメートル
- LAID BACK OCEAN（ - 2021年）
- RevleZ（ - 2015年）
- Rockstar Steady（ - 2011年?）
- 私の思い出
- WANIMA

## 活動再開
- 01月29日 - 黒夢、SADS
- 04月 - 高岡亜衣
- 12月31日 - 桑田佳祐

### 再結成
- 08月31日 - LUNA SEA
- 09月01日 - ピンク・レディー[261]

### 期間限定
- 03月 - 12月、聖飢魔II（→こちらも参照）
- 11月24日 - 2011年予定、佐良直美（歌手復帰、1年限定）[50][262]
- 12月12日 - 爆風スランプ（1夜限定）[263]

## 活動休止・解散・引退

### 活動休止
- 3月3日 - JAYWALK[注 2]（ - 10月5日）
- 3月14日 - シュノーケル（2014年12月18日活動再開）
- 4月3日 - 東方神起[9]（2011年1月活動再開）
- 4月14日 - キャプテンストライダム
- 4月 - D-LOOP[10]
- 6月2日 - PhilHarmoUniQue
- 7月 - 桑田佳祐[注 3]
- 9月 - JYJ[注 4]
- 9月18日 - VIDOLL[264]（翌年解散）
- 9月20日 - Peaky SALT[265]
- 10月22日 - 中島美嘉[36][37]（2011年4月1日活動再開）
- 10月28日 - 中森明菜[39]（2014年12月31日活動再開）
- 10月末 - 大黒摩季[28]（2011年活動再開）
- 12月9日 - 宇多田ヒカル[20]（2016年4月4日活動再開）
- 12月10日 - ザ・ヤング・ヴェインズ[266]
- 12月24日 - 彩冷える（2019年活動再開）
- 12月31日 - K[注 5]（2012年10月24日活動再開）
- 12月 - Plastic Tree[63][注 6]（翌年活動再開）
- 12月 - 175R[267]（2016年12月3日活動再開）

### 解散
- 1月29日 - 三枝夕夏 IN db
- 1月30日 - あけ☆たま
- 3月1日 - FLAME[4][5]
- 3月2日 - NYC boys（発展的解散）
- 3月20日 - arp
- 3月24日 - URBARIAN GYM
- 3月31日 - ゆらゆら帝国[268]
- 4月1日 - マヒルノ[269]
- 4月3日 - MARIA[1]
- 4月5日 - AQUA5
- 5月 - グレイト・ジャズ・トリオ
- 5月3日 - メロン記念日
- 6月 - AINU REBELS
- 6月11日 - スーパーグラス[270]
- 6月13日 - SURFACE[3]（2018年5月27日再始動）
- 6月16日 - CHERRYBLOSSOM
- 7月15日 - アロハ・フロム・ヘル
- 7月22日 - E.S.ポスチュマス（メンバー死去による活動停止）
- 8月11日 - HIGH and MIGHTY COLOR[271][272]
- 9月2日 - キャンゼル
- 9月4日 - BEAT CRUSADERS[273]
- 9月25日 - Witchery SKANK
- 11月5日 - alma
- 12月 - alüto
- 12月4日 - a-ha（2015年再結成）
- 12月20日 - absorb
- 12月31日 - KAREN
- 12月31日 - 椿屋四重奏[274]

### 引退
- 01月29日 - 三枝夕夏
- 09月26日 - 愛内里菜（2015年11月28日活動再開）

## 誕生
- 1月20日（13歳没） - みく（アイドル、ナナイロ☆ドロップス、+ 2023年）
- 2010年3月5日（15歳） - 八重樫美伊咲（宮城県、僕が見たかった青空）
- 2010年5月23日（15歳） - 新津ちせ（東京都、子役、Foorin）

## 死去
- 01月07日 - MINAMI（長野県、歌手、D-LOOPボーカル、*1975年）[10]
- 01月08日 - オトマール・スウィトナー（、指揮者、*1922年）
- 01月14日 - ボビー・チャールズ（、シンガーソングライター、*1938年）
- 01月17日 - 浅川マキ（石川県、ブルース歌手・作詞家・作曲家・編曲家、*1942年）
- 01月23日 - アール・ワイルド（、ピアニスト、*1915年）
- 02月14日 - ダグ・ファイガー（、歌手、バンドザ・ナックのリードボーカル *1952年）
- 02月26日 - Nujabes（東京都、DJ、ヒップホップのトラックメイカー、*1974年）
- 03月21日 - ヴォルフガング・ワーグナー（、舞台演出家、元バイロイト音楽祭総監督、*1919年）
- 03月27日 - しばたはつみ（東京都、歌手、*1952年）
- 03月28日 - ハーブ・エリス（、ジャズミュージシャン、ギタリスト *1921年）
- 04月01日 - モラグ・ビートン（、オペラ歌手 *1926年）
- 04月02日 - マイク・ゼリン（、ジャズミュージシャン *1930年）
- 04月08日 - マルコム・マクラーレン（、ニューヨーク・ドールズ/セックス・ピストルズのマネージャー *1946年）
- 04月13日 - スティーブ・レイド（、ジャズミュージシャン、ドラマー *1944年）
- 04月14日 - ピーター・スティール（、ギタリスト *1962年）
- 04月19日 - グールー（、ヒップホップユニットギャング・スターのMC *1966年）
- 05月05日 - ジュリエッタ・シミオナート（、オペラ歌手 *1910年）
- 05月07日 - フランシスコ・アグアベラ（、ジャズミュージシャン、パーカッション奏者 *1925年）
- 05月09日
  - レナ・ホーン（、ジャズ歌手 *1917年）
  - 細野達也（日本ワーグナー協会理事長 *1929年）
- 05月16日
  - ハンク・ジョーンズ（、ピアニスト、作曲家 *1918年）
  - ロニー・ジェイムズ・ディオ（、ロック歌手 *1942年）
- 05月17日
  - イヴォンヌ・ロリオ＝メシアン（、ピアニスト *1924年）
  - 吉岡治（山口県、作詞家、*1934年）
- 05月24日
  - アンネリーゼ・ローテンベルガー（、オペラ歌手、*1924年）
  - ポール・グレイ（、スリップノット *1972年）
- 05月25日
  - シフィオ・ヌツシェベ（、オペラ歌手、*1974年）
  - KAGAMI（日本、ミュージシャン・DJ、*1976年）
- 05月30日 - アリ・オリ・ウッドソン（、R&B歌手、ザ・テンプテーションズ *1951年）
- 06月02日 - ジュゼッペ・タッデイ（、バリトン歌手、*1916年）
- 06月05日 - アルネ・ノールヘイム（、作曲家、*1931年）
- 06月06日 - マーヴィン・アイズレー（、アイズレー・ブラザーズ、*1953年）
- 06月13日 - ジミー・ディーン（、カントリー歌手・俳優 *1928年）
- 06月16日 - ビル・ディクソン（、ジャズトランペッター、*1925年）
- 06月18日 - 荒井恵子（東京都、歌手、*1929年）[275]
- 06月24日
  - ピート・クウェイフ（、キンクス元メンバー、*1943年）
  - ジョジョ・ビリングズリー（、歌手・作曲家、*1952年）
- 06月26日
  - ベニー・パウエル（、ジャズ・トロンボーン奏者、*1930年）
  - セルジオ・ベガ（、デフトーンズ、*1970年） [276]
- 06月30日 - パク・ヨンハ（、歌手・俳優、*1977年）
- 07月05日 - チェーザレ・シエピ（、オペラ歌手、*1923年）
- 07月06日 - ハーベイ・フクア（、シンガーソングライター、*1929年）
- 07月12日 - オルガ・キジョ（、ボレロ歌手 *1922年）
- 07月14日 - チャールズ・マッケラス（、指揮者、*1925年）
- 07月15日
  - 大佑（東京都、歌手〔蜉蝣→the studs〕、*1978年）
  - ハンク・コクラン（、歌手、*1935年）
- 07月17日 - 石井好子（東京都、シャンソン歌手 *1922年）
- 07月22日 - フィリップ・ウォーカー（、歌手、ギタリスト *1937年）
- 07月26日 - bice（中島優子）（埼玉県、シンガーソングライター、*1972年）
- 08月03日 - ボビー・ヘブ（、シンガーソングライター *1938年）
- 08月18日 - ケニー・エドワーズ（、シンガーソングライター、元ストーン・ポニーズ *1946年）
- 08月23日 - ビル・フィリップス（、歌手 *1936年）
- 09月03日 - マイク・エドワーズ（、チェロ奏者 *1948年）
- 09月08日 - リッチ・クローニン（、シンガーソングライター *1975年）
- 09月11日 - 谷啓（東京都、ハナ肇とクレージーキャッツ、トロンボーン奏者 *1932年）
- 09月15日 - 田辺秀雄（東京都、音楽評論家 *1913年）
- 09月28日 - 松本善三（東京都、バイオリニスト、日本弦楽指導者協会名誉会長 *1911年）
- 10月07日 - 吉田敬（大阪府、ワーナーミュージック・ジャパン社長兼CEO *1962年）
- 10月10日
  - ソロモン・バーク（、歌手 *1941年）
  - ジョーン・サザーランド（、ソプラノ歌手 *1926年）[277]
- 11月03日 - ジェリー・ボック（、作曲家 *1928年）
- 11月09日 - 小石忠男（日本、音楽評論家 *1929年）
- 11月10日 - トニー・ウェスト（、ベーシスト、元ザ・サーチャーズメンバー *1938年）
- 11月12日 - ヘンリク・ミコワイ・グレツキ（、作曲家 *1933年）
- 11月15日 - 星野哲郎（山口県、作詞家 *1925年）
- 11月18日 - 松澤浩明（大阪府、ギタリスト、MAKE-UP*1960年）
- 11月19日 - 75センツ（、歌手、ユーロビジョン・ソング・コンテスト2008クロアチア代表 *1933年）
- 11月22日 - 深町純（東京都、作曲家、シンセサイザー奏者 *1946年）
- 11月23日 - 笶田みこ（日本、歌手）
- 11月28日 - シルヴィア（大阪府、歌手、元ロス・インディオス&シルヴィア *1958年）
- 11月30日 - ペーター・ホフマン（、テノール歌手 *1944年）
- 12月09日 - ジェームス・ムーディー（、サキソフォーン&フルート奏者 *1925年）
- 12月17日 - キャプテン・ビーフハート（、ミュージシャン、作曲家、プロデューサー *1941年）
- 12月26日 - ティーナ・マリー（、歌手 *1956年）
- 12月28日
  - 竜鉄也（奈良県、演歌歌手 *1936年）
  - ビリー・テーラー（、ジャズピアニスト *1921年）[278]

## バンクーバーオリンピックのテーマソング
| NHK                          | L'Arc〜en〜Ciel「BLESS」 |
| 日本テレビネットワーク協議会 | 嵐「揺らせ、今を」 |
| TBSテレビ                    | マイケル・ジャクソン「ヒール・ザ・ワールド」 |
| フジテレビジョン             | 大塚愛「LUCKY☆STAR」 |
| テレビ朝日                   | SMAP「スーパースター★」（テレビ朝日系列スポーツ番組テーマソング） 「Triangle」（テレビ朝日系列スポーツ番組テーマソング）                                                                                           |
| テレビ東京                   | 青山テルマ「Believe」 |
| 文化放送                     | 甲斐名都「カテドラル」 |
| NBC（アメリカ合衆国）        | マティスヤフ「ONE DAY」 |
| その他                       | DREAMS COME TRUE「GODSPEED」（アサヒビール日本代表応援コマーシャルソング） Metis「キミに出会えてよかった」（フィギュアスケート女子・鈴木明子選手応援歌） ZARD「負けないで」（NTTドコモ「応援 in バンクーバー編」） |

## 南アフリカワールドカップテーマソング
| 公式テーマソング                             | K'Naan「Wavin' Flag」（アルバム『Troubadour』収録曲） シャキーラ「Waka Waka」                                      |
| 日本代表応援歌                               | EXILE「VICTORY」                                                                                                   |
| NHKサッカー番組主題歌                        | Superfly「タマシイレボリューション」                                                                               |
| 日本テレビ系ワールドカップ番組サポートソング | flumpool「rebort〜あきらめない詩〜」                                                                               |
| テレビ朝日系サッカー番組テーマソング         | サラ・ブライトマン「クエスチョン・オブ・オナー」 SMAP「スーパースター★」（テレビ朝日系列スポーツ番組テーマソング） |
| スカパー! 2010 サッカーテーマソング          | Dragon Ash「AMBITIOUS」                                                                                            |
| 文化放送南アフリカレポートテーマソング       | SQUAREHOOD「しあわせのマーチ」                                                                                     |